# Système des badges des camps de concentration nazis

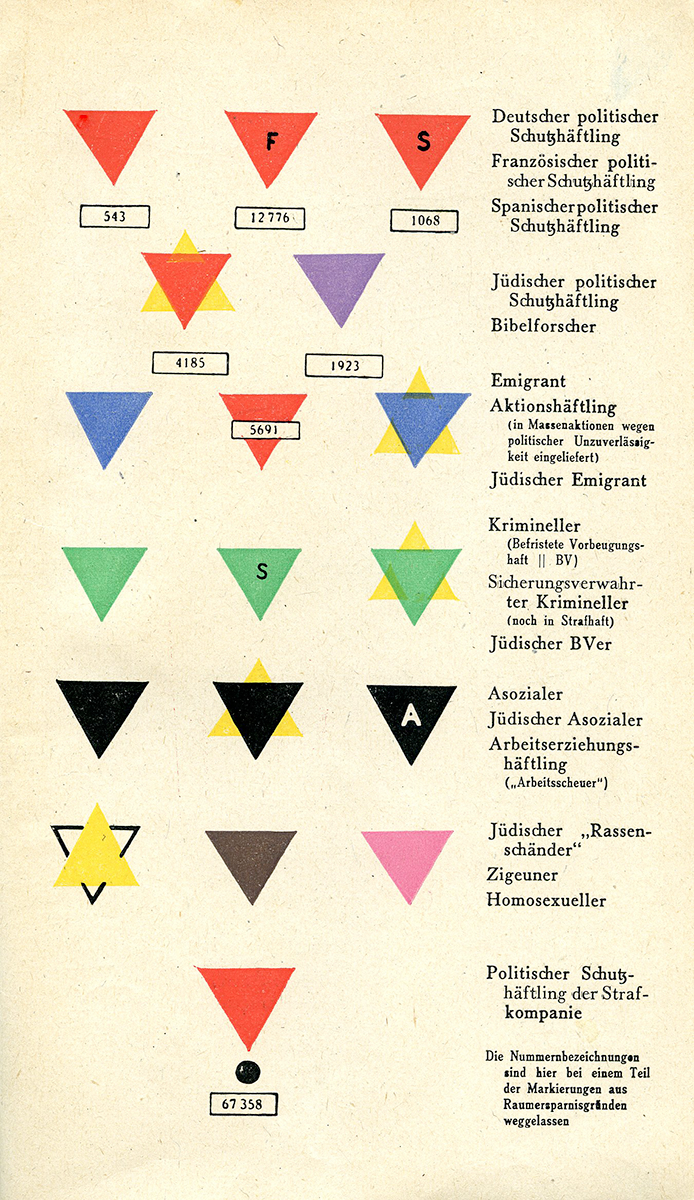
Schéma du système de badge à base de triangle utilisé dans la plupart des camps de concentration nazis.

Les badges des camps de concentration nazis font partie du système d'identification dans les camps allemands. Ils sont utilisés dans les camps de concentration par le régime nazi pour identifier la raison pour laquelle les prisonniers y sont emprisonnés. Les triangles sont en tissu et cousus sur les vestes et les pantalons des prisonniers. Ces insignes de la honte obligatoires avaient des significations spécifiques indiquées par leur couleur et leur forme. Ces emblèmes aidaient les gardiens à assigner des tâches aux détenus. Par exemple, un garde pouvait voir en un coup d'œil si quelqu'un était un criminel condamné (insigne vert) et donc probablement d'un tempérament dur adapté à la fonction de kapo.

## Système du codage des badges

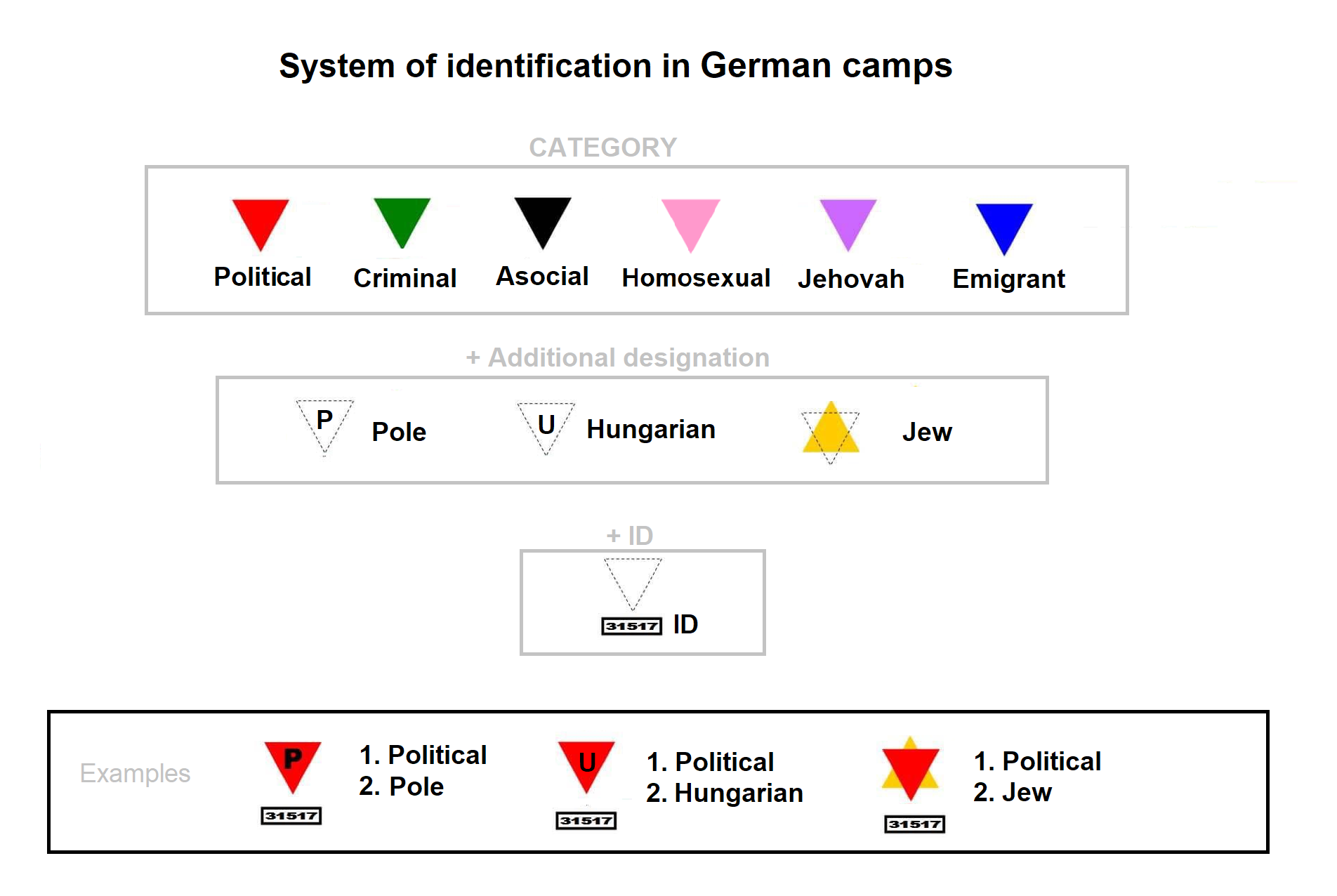
Insignes distinctifs des prisonniers.

Le système de badges variait entre les camps et dans les dernières étapes de la Seconde Guerre mondiale, l'utilisation des badges a diminué dans certains camps et est devenue de plus en plus accidentelle dans d'autres. La description suivante est basée sur le système de codage des badges utilisé avant et pendant les premières étapes de la guerre dans le camp de concentration de Dachau, qui possédait l'un des systèmes de codage les plus élaborés.
La forme a été choisie par analogie avec les panneaux de danger routier triangulaires courants en Allemagne qui dénotent des avertissements aux automobilistes. Ici, un triangle est dit inversé car sa base est vers le haut tandis qu'un de ses angles pointe vers le bas.

### Triangles simples
- Triangle rouge – prisonniers politiques (introduit en 1937) : sociaux-démocrates, libéraux, socialistes, communistes, anarchistes, sauveteurs de juifs ; syndicalistes et francs- maçons.
- Triangle vert – condamnés et criminels (travaillant souvent comme kapos).
- Triangle bleu – travailleurs forcés étrangers et émigrants. Cette catégorie comprenait les apatrides, les réfugiés espagnols de l'Espagne franquiste, dont la citoyenneté a été révoquée et les émigrants vers des pays occupés par l'Allemagne nazie ou sous sphère d'influence allemande[2].
- Triangle violet – principalement des Témoins de Jéhovah ainsi que des membres d'autres petits groupes religieux pacifistes[notes 1].
- Triangle rose – principalement les hommes homosexuels et ceux identifiés comme tels à l'époque (par exemple, les hommes bisexuels, les femmes trans)[3],[4],[5] et les délinquants sexuels ainsi que les pédophiles et les zoophiles[6]. Plusieurs prisonniers ont été soumis à une stérilisation forcée[7].
- Triangle noir – personnes considérées comme des éléments asociaux :
  - Roms et Sintis. Ils portaient le triangle noir avec une notation Z (pour Zigeuner, signifiant tsigane) à droite de la pointe du triangle. Les Roms se sont ensuite vu attribuer un triangle marron[8] ;
  - Malades mentaux et « handicapés mentaux ». Leurs triangles étaient en outre inscrits avec le mot Blöd, signifiant idiot[9],[10]. Cette catégorie comprend, notamment, les personnes autistes (appelées à l'époque syndrome d'Asperger, du nom du pédiatre autrichien Hans Asperger, qui a été impliqué avec les nazis[11],[12]) parmi ce groupe. Bien que de nombreuses autres personnes, y compris des schizophrènes et des épileptiques[7], aient été stérilisées de force, abattues ou gazées dans des établissements psychiatriques plutôt que dans les camps nazis[13] ;
  - Alcooliques et toxicomanes ;
  - Vagabonds et mendiants ;
  - Pacifistes et résistants à la conscription ;
  - Les prostituées[14],[15] ;
  - Les lesbiennes[16] ;
  - D'autres personnes handicapées, telles que les personnes atteintes de diabète (car « le diabète a été conceptualisé comme une maladie juive non pas nécessairement parce que sa prévalence était élevée parmi cette population, mais parce que la médecine, la science et la culture se renforçaient mutuellement »[17]).
- Triangle marron – Attribué aux Roms plus tard dans le Porajmos.
- Triangle rouge non inversé – un prisonnier de guerre ennemi (Sonderhäftling, signifiant détenu spécial), un espion ou un traître (Aktionshäftling, ce qui signifie détenu des activités), ou un militaire déserteur ou criminel (Wehrmachtsangehöriger, signifiant membre de la Wehrmacht).

exemples d’insignes dans les camps de concentrations
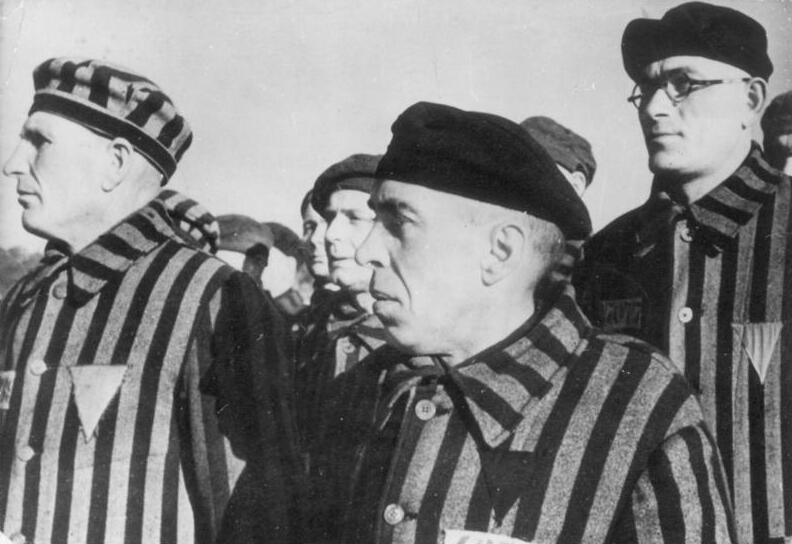
Insignes monotriangulaires de différentes couleurs visibles sur les détenus du camp de concentration de Sachsenhausen.
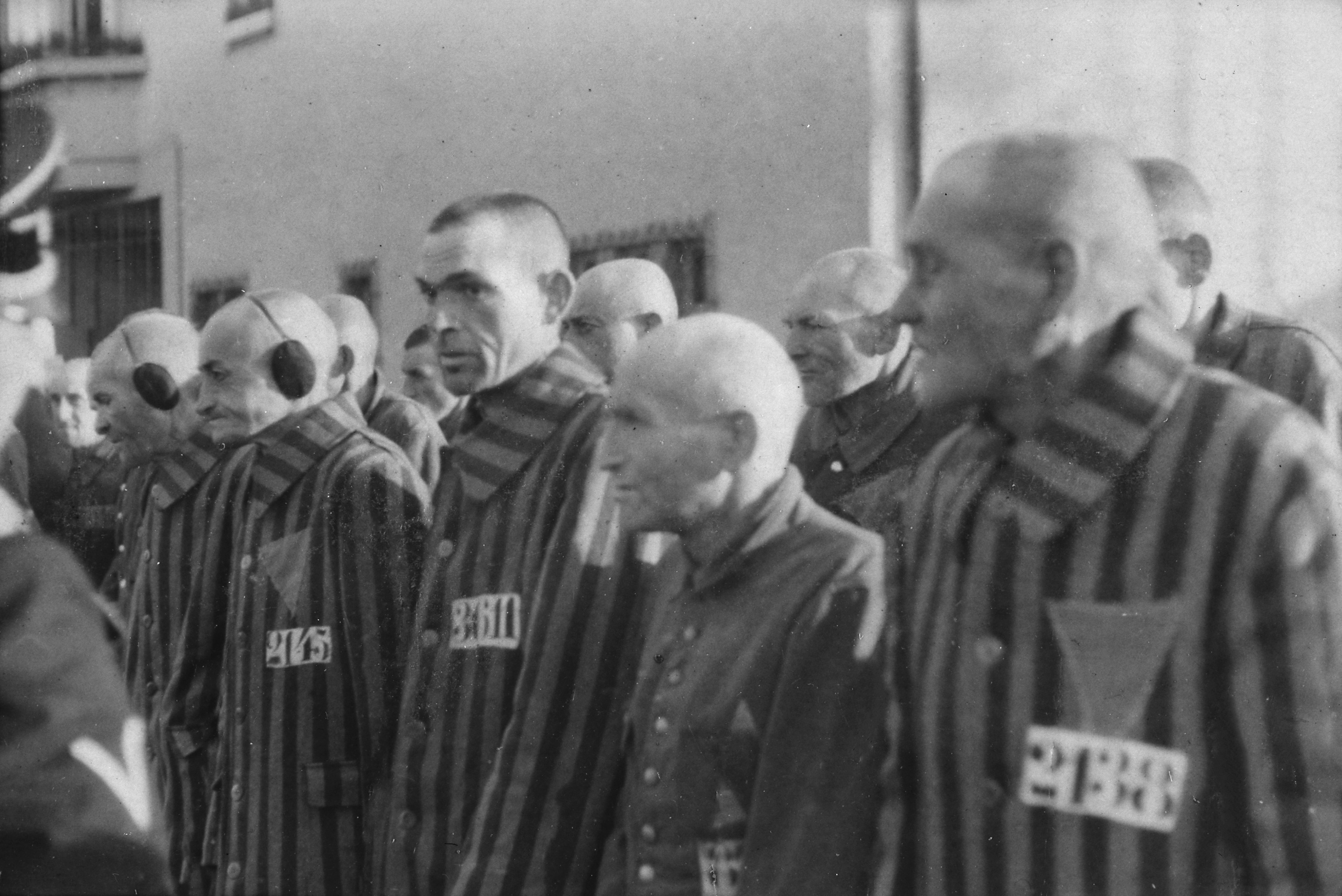
Triangles simples visibles sur les détenus de Sachsenhausen.
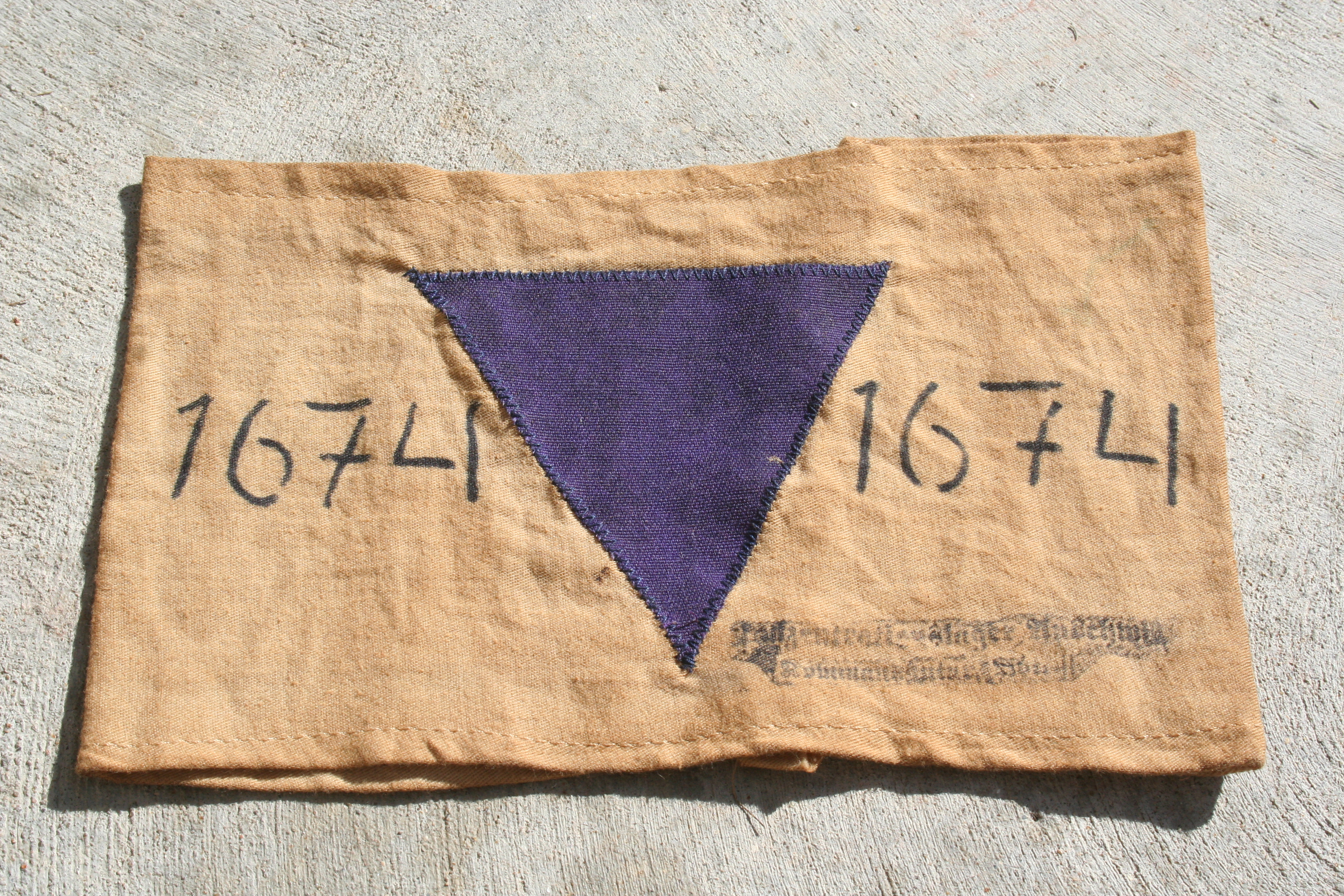
Insigne indiquant un témoin de Jéhovah.
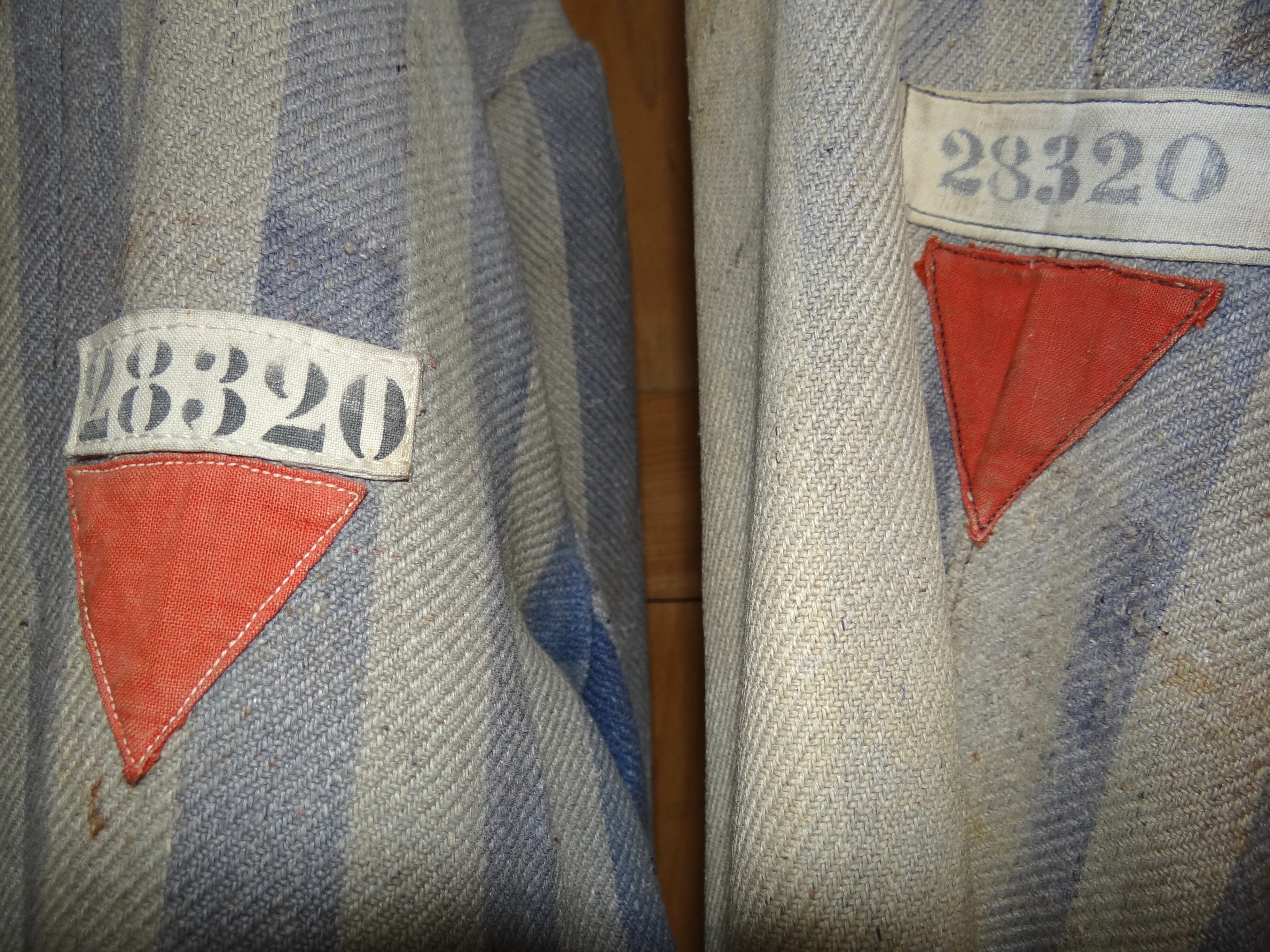
Emblèmes rouges d'un ennemi politique sur les vêtements d'un détenu de Dachau[18].
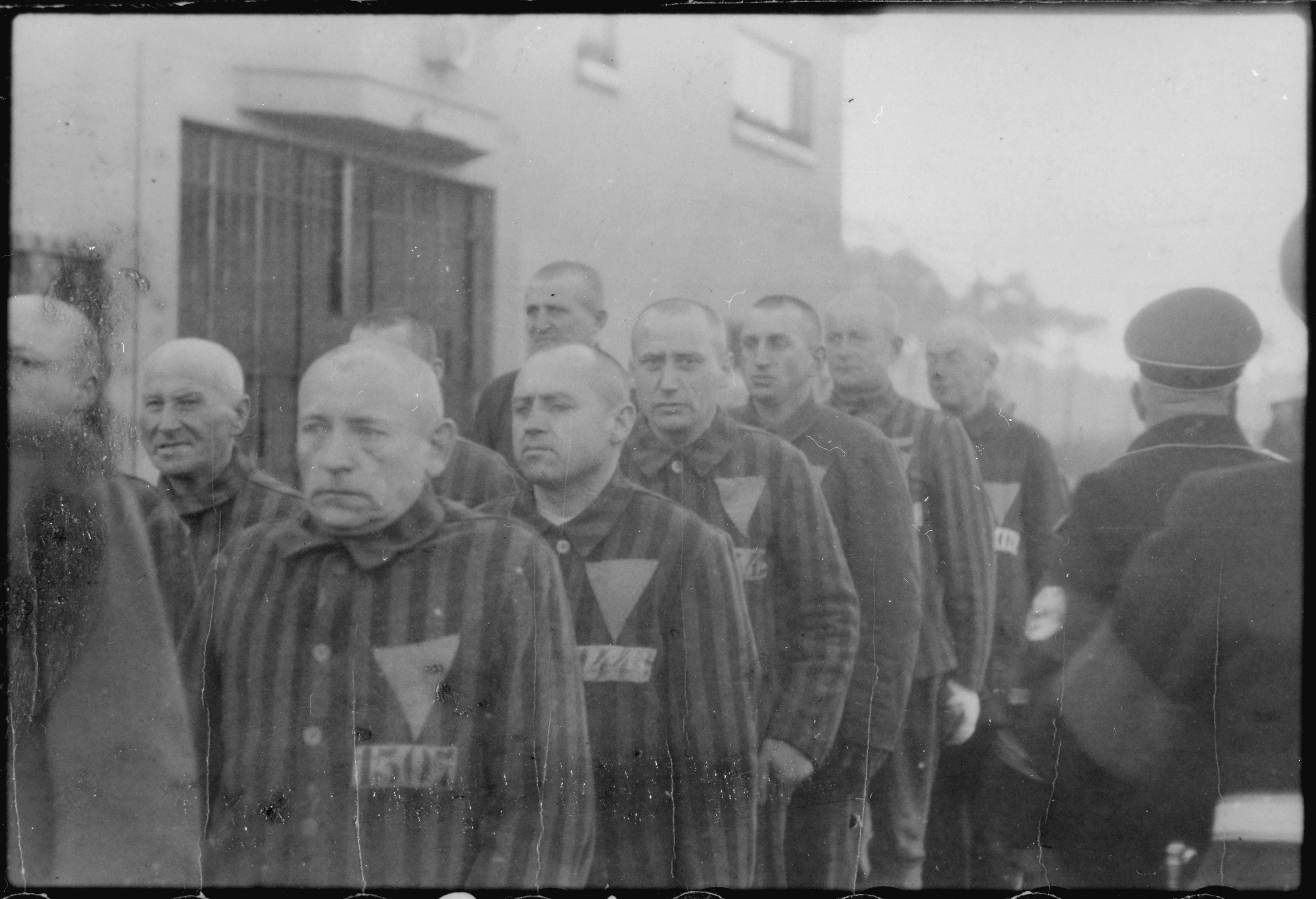
Détenus de Sachsenhausen.
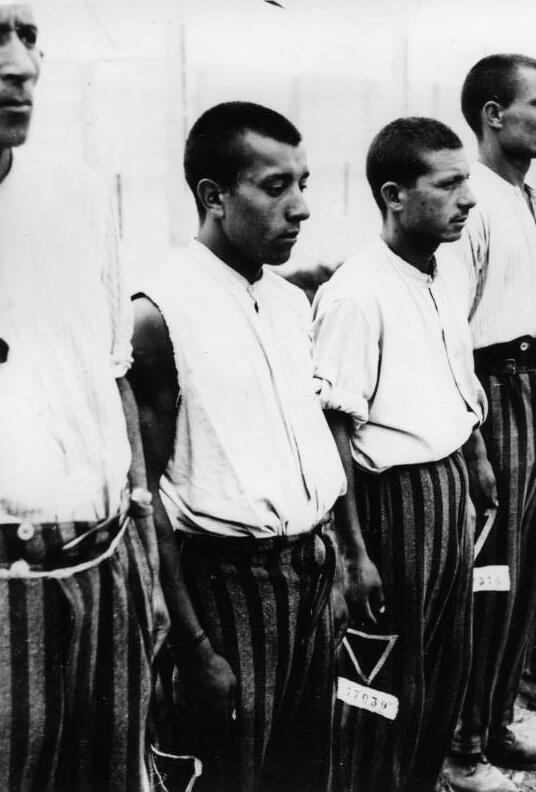
Triangles noirs visibles sur les pantalons des détenus roms à Dachau.
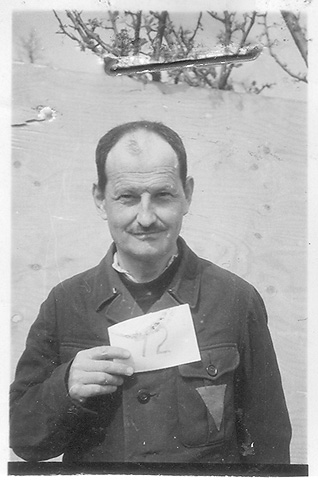
Photo de l'armée américaine d'un économiste et spécialiste financier autrichien, prisonnier politique, libéré de Buchenwald.
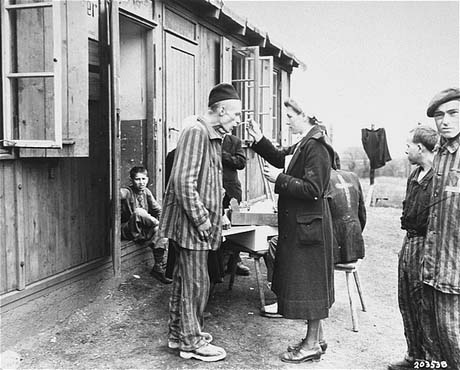
Le survivant libéré de Neuengamme debout à droite a un patch triangulaire avec une barre supérieure.
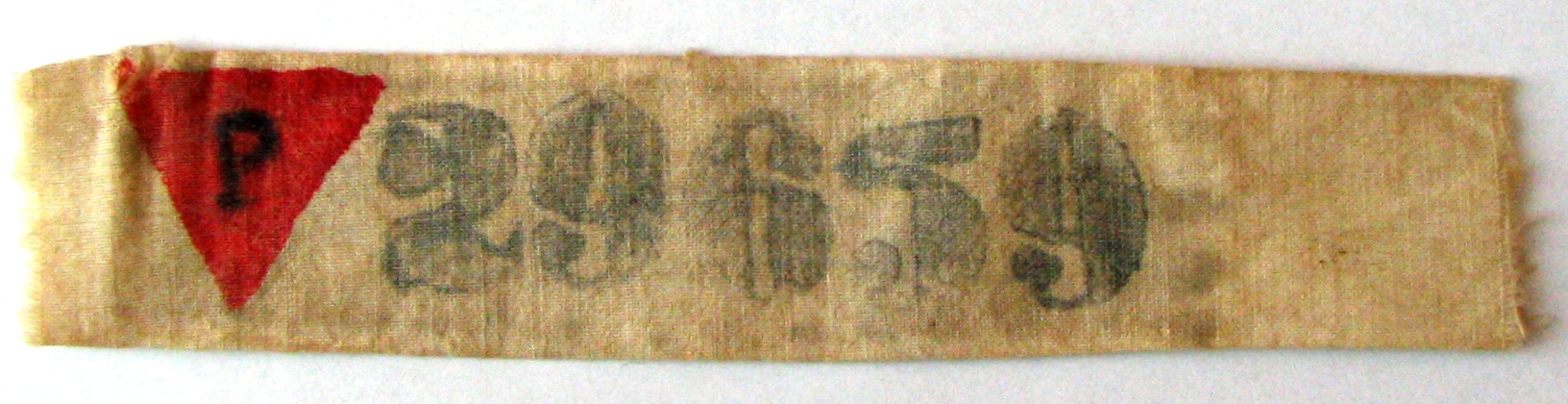
Insigne de camp de concentration allemand pour un prisonnier politique polonais (non juif) à Stutthof.ID 29659 - Lidia Główczewska

### Double triangle
Les badges à double triangle ressemblaient à deux triangles superposés formant une étoile de David, un symbole juif.
- Triangle inversé rouge superposé à un jaune représentait un prisonnier politique juif.
- Triangle bleu inversé superposé à un rouge représentait le travailleur forcé étranger et le prisonnier politique (par exemple, les républicains espagnols à Mauthausen)[19].
- Triangle vert inversé superposé à un jaune représentait un criminel juif.
- Triangle inversé violet superposé à un triangle jaune représentait un témoin de Jéhovah d'origine juive[20].
- Triangle inversé rose superposé à un jaune représentait un « délinquant sexuel » juif, généralement un homme gay ou bisexuel.
- Triangle inversé noir superposé à un jaune représentait un Juif « asocial » ou timide au travail.
- Triangle inversé noir vide superposé à un triangle jaune représentait un Juif reconnu coupable de métissage et étiqueté comme Rassenschänder (profanateur de race).
- Triangle jaune inversé superposé à un triangle noir représentait une femme « aryenne » reconnue coupable de métissage et étiquetée Rassenschänder (profanateur de race).

Exemples de doubles triangles des camps de concentrations
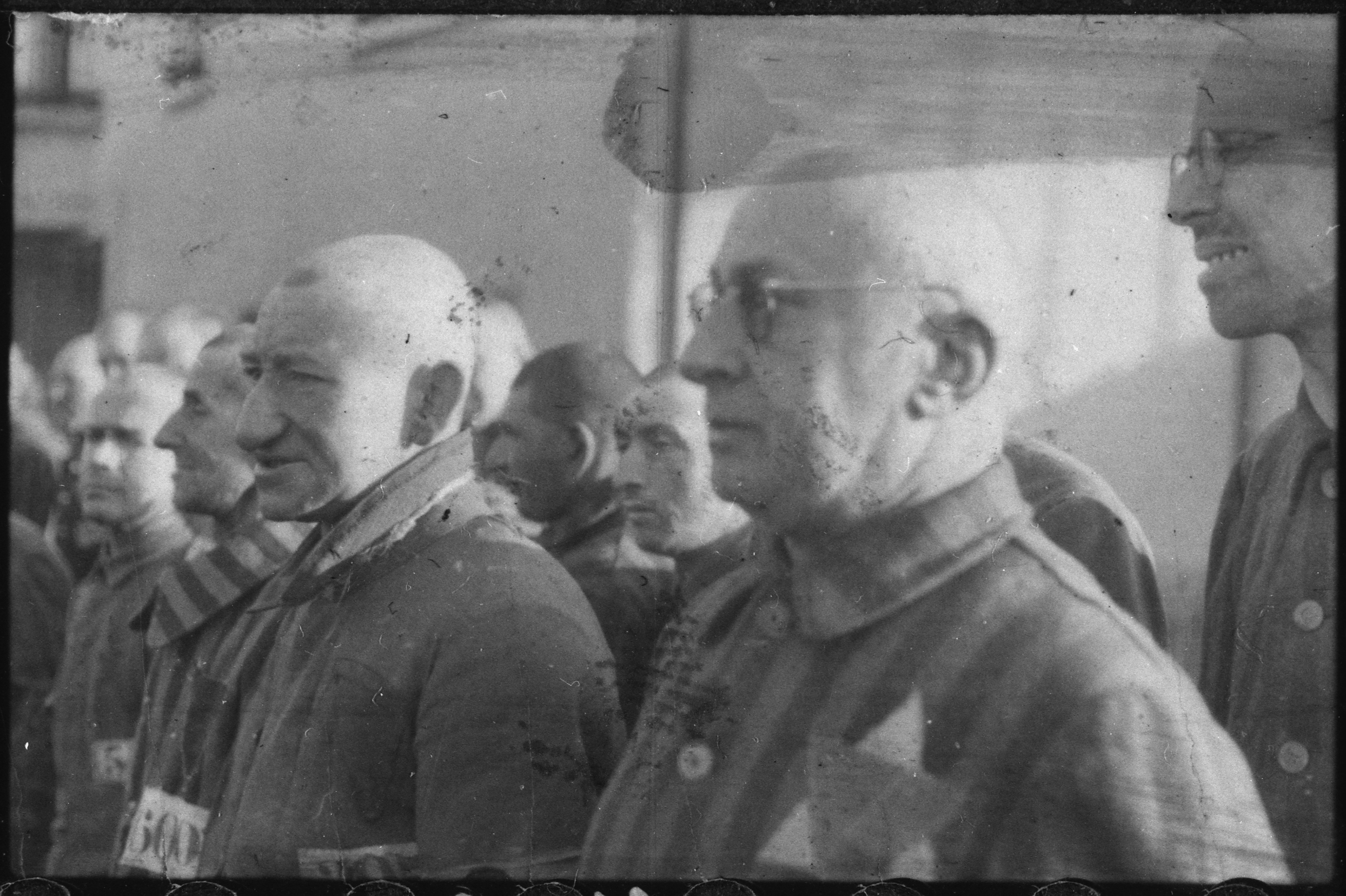
Un détenu de Sachsenhausen avec des lunettes au premier plan porte un emblème d'identification bicolore
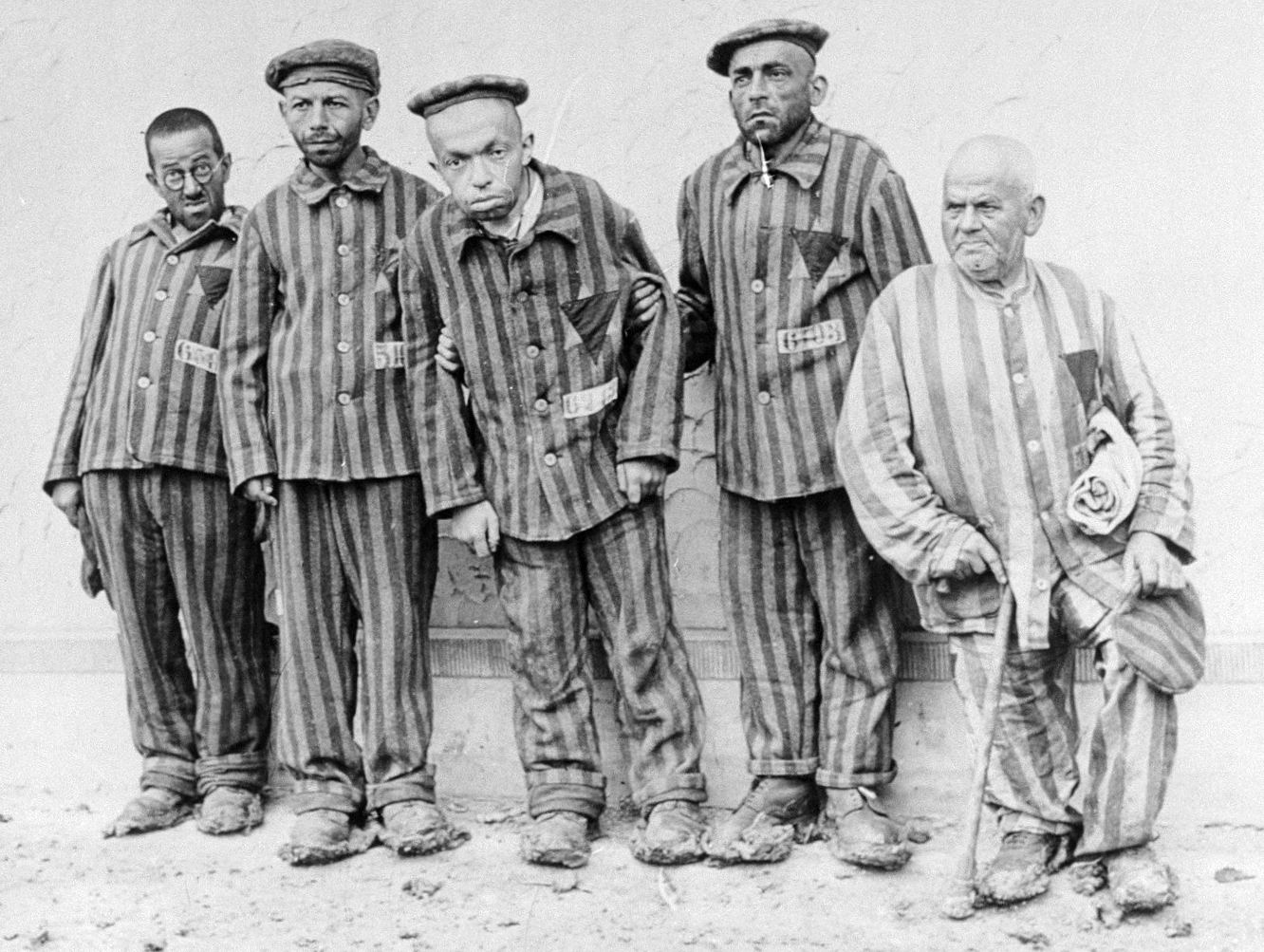
Juifs handicapés avec un triangle noir sur un triangle jaune, signifiant Juifs asociaux, Buchenwald, 1938.
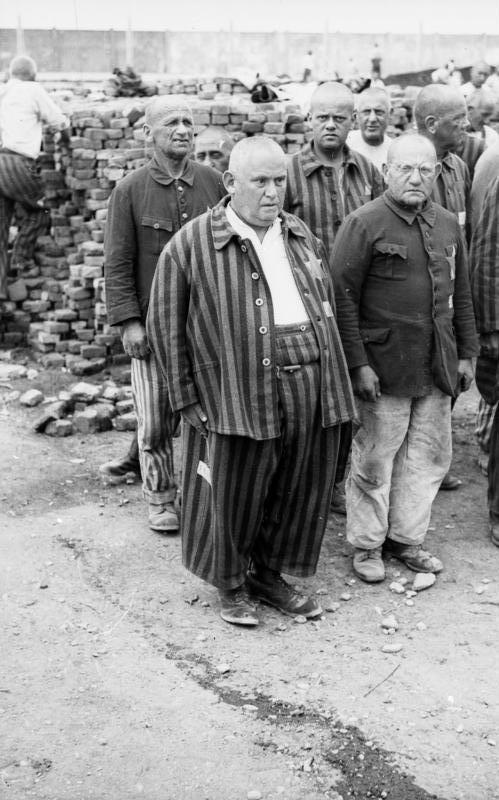
Partie d'un appel nominal de Dachau - badges de jour visibles sur les détenus
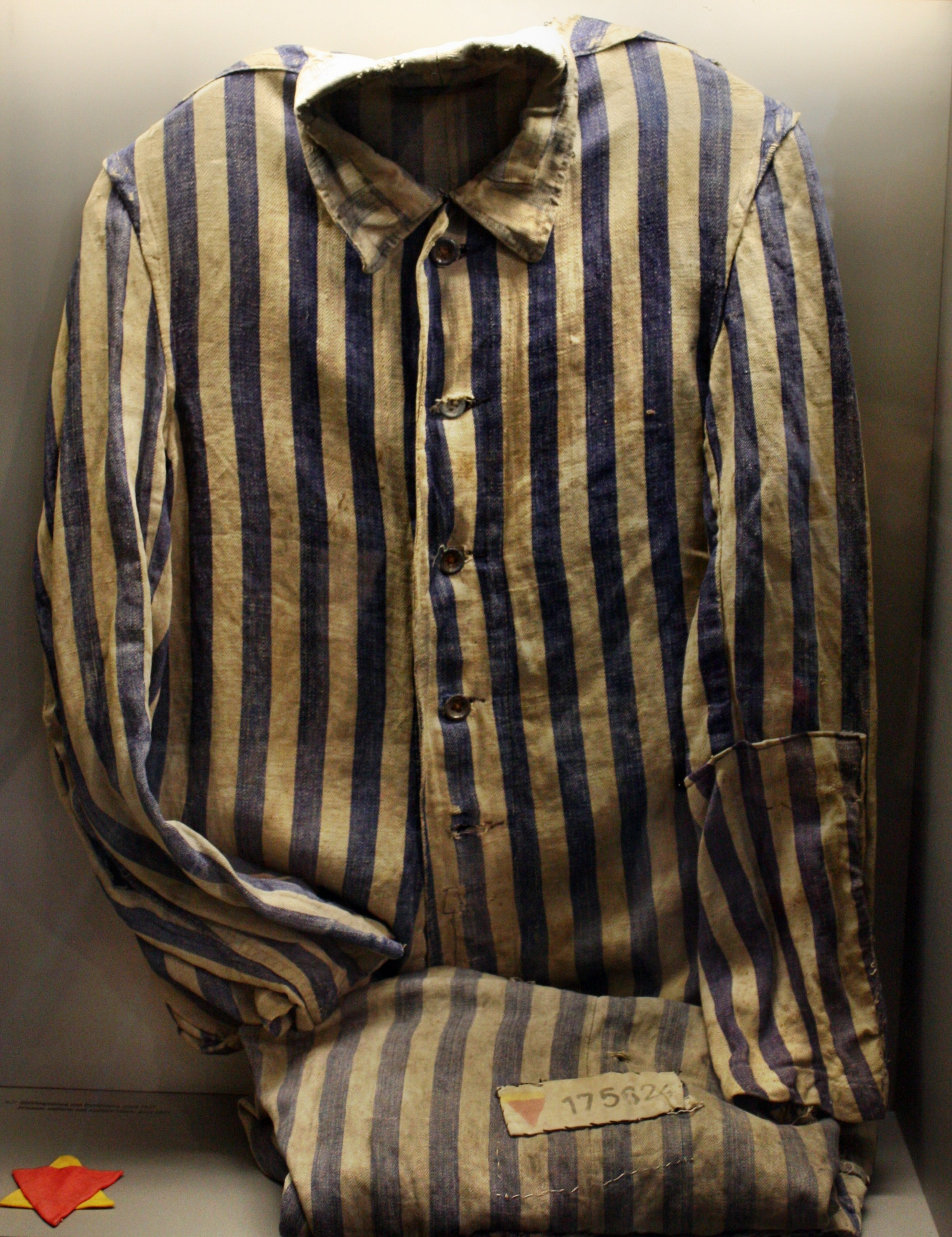
Triangle ennemi politique rouge du détenu de Sachsenhausen au sommet d'un triangle juif jaune (en bas à gauche)

### Signes distinctifs
En plus du code couleur, les prisonniers non allemands étaient marqués par la première lettre du nom allemand de leur pays d'origine ou de leur groupe ethnique.
Les détenus portant des vêtements civils au lieu des uniformes rayés étaient souvent marqués d'un X proéminent dans le dos. Cela a fait un ersatz d'uniforme de prisonnier. Pour la permanence, ces X sont fabriqués avec de la peinture à l'huile blanche, avec des bandes de tissu cousues, ou ont été coupés (avec un tissu de doublure de veste sous-jacent fournissant la couleur contrastante). Les détenus seraient obligés de coudre leur numéro et un emblème triangulaire sur le devant de ces vêtements marqué du X.

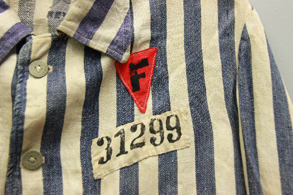
F sur triangle rouge (ennemi politique français) sur les vêtements de Buchenwald du Dr. Joseph Brau
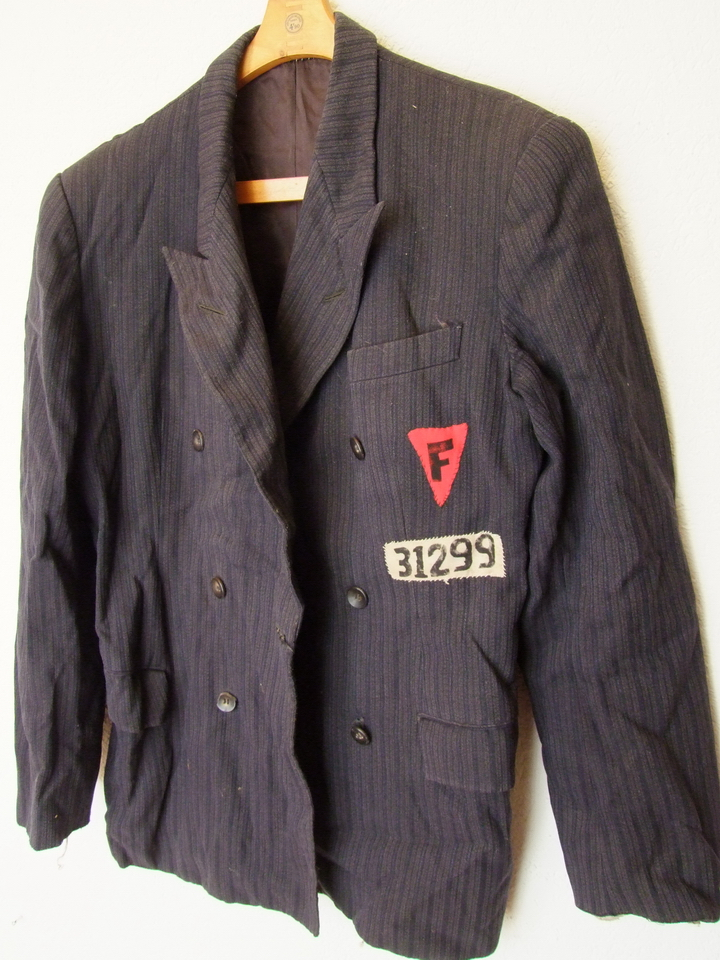
Triangle F sur les vêtements de Buchenwald du Dr. Joseph Brau
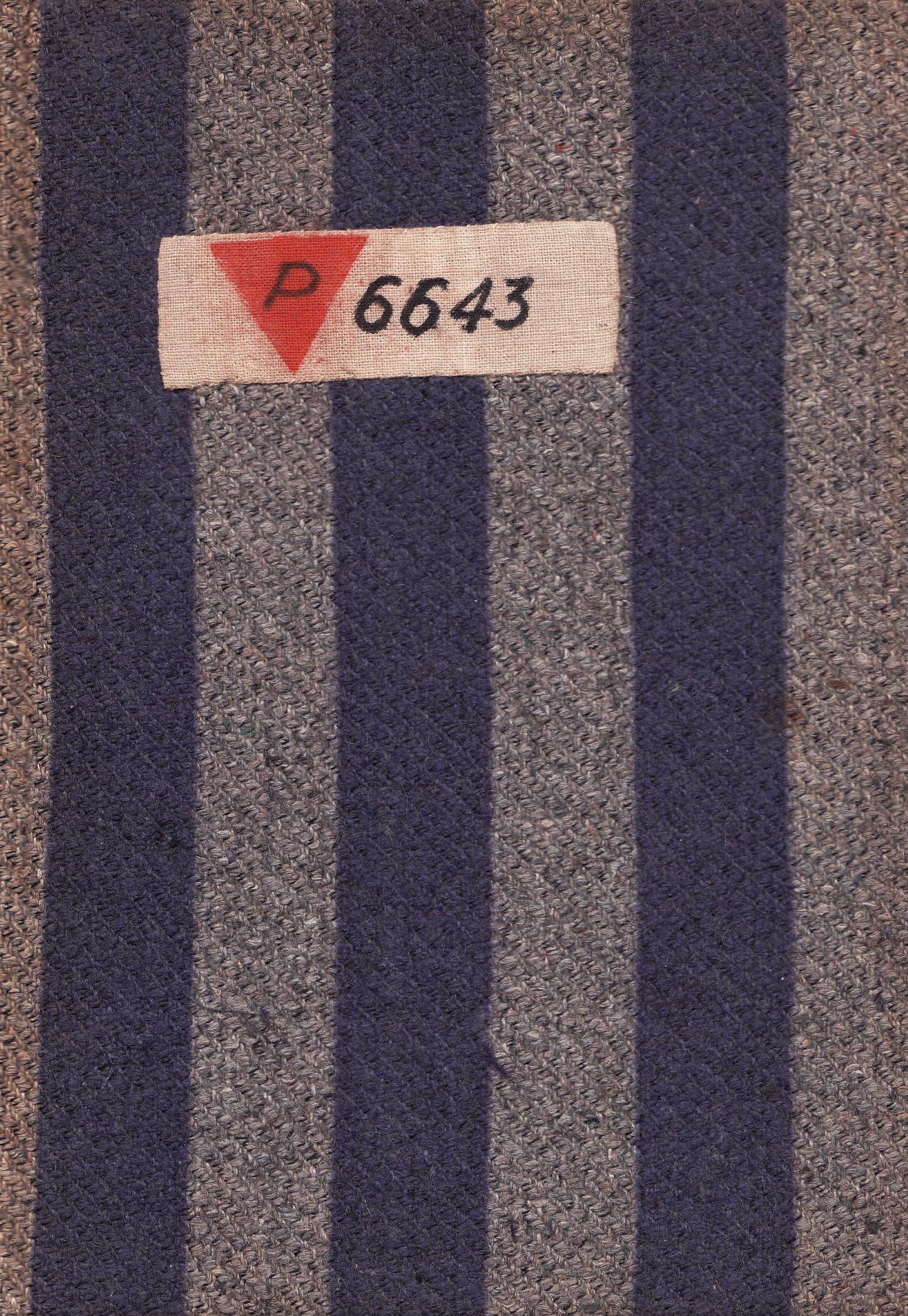
insigne signifiant ennemi politique polonais
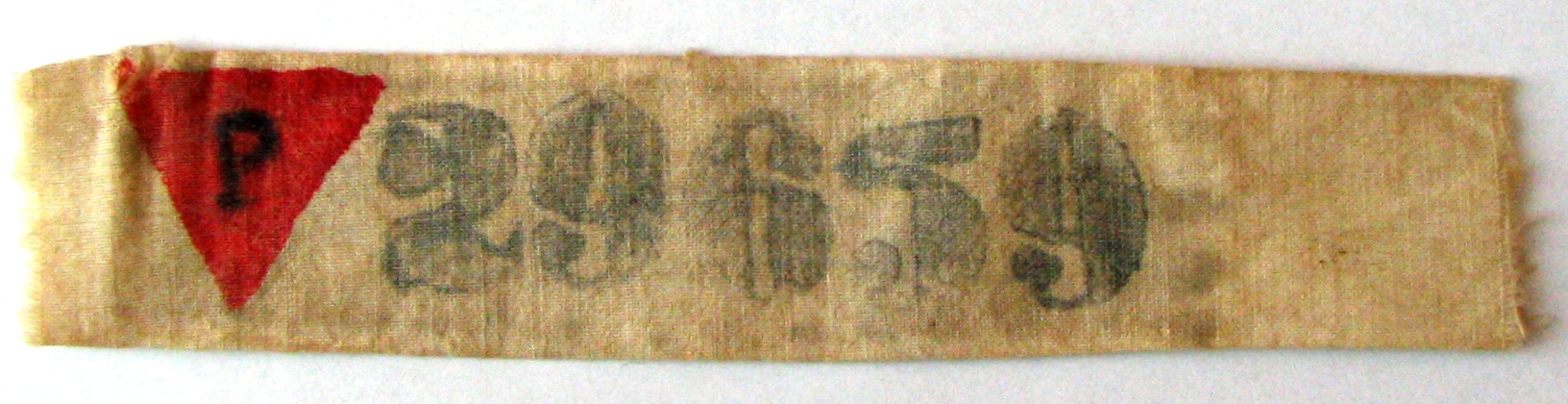
Le détenu de Stutthof 29659 - Lidia Główczewska, qui présente la lettre P sur un triangle rouge pour l'ennemi politique polonais.
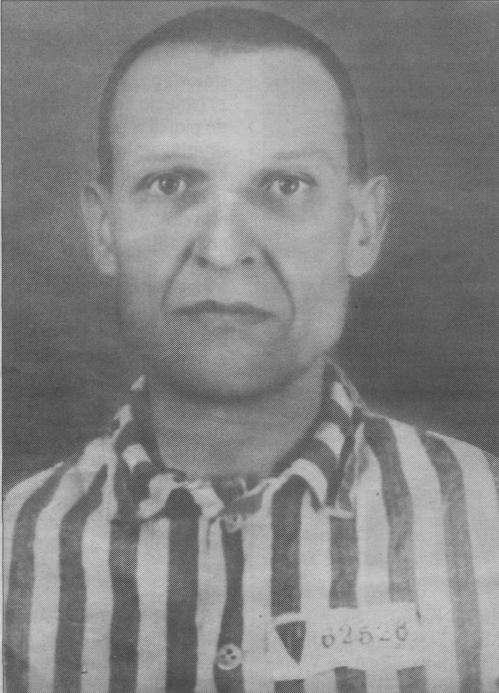
Le détenu d'Auschwitz Ignacy Kwarta porte un triangle P rouge, signifiant un ennemi politique polonais.
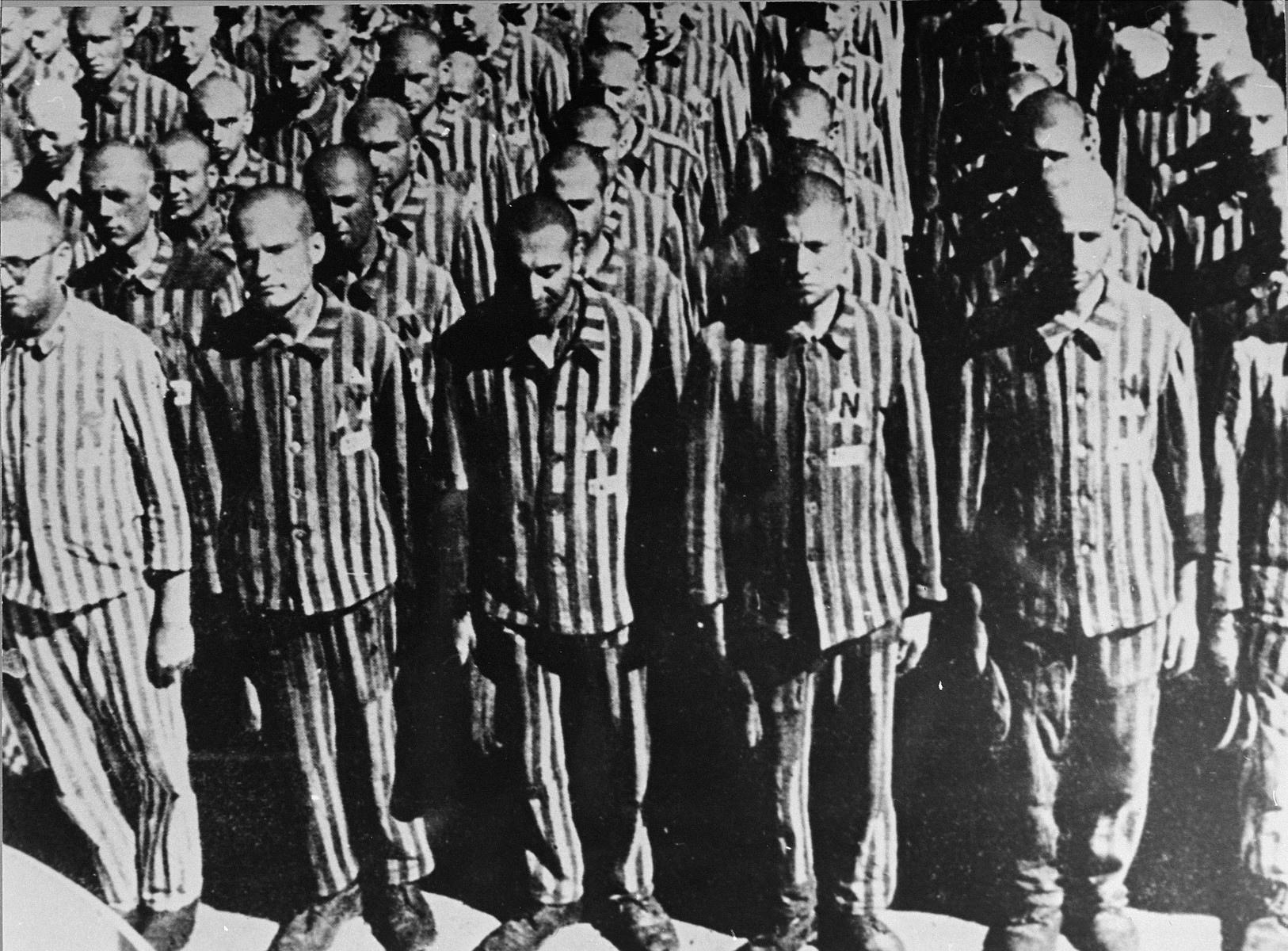
Juifs néerlandais portant une étoile jaune et la lettre N pour Niederländer à Mauthausen
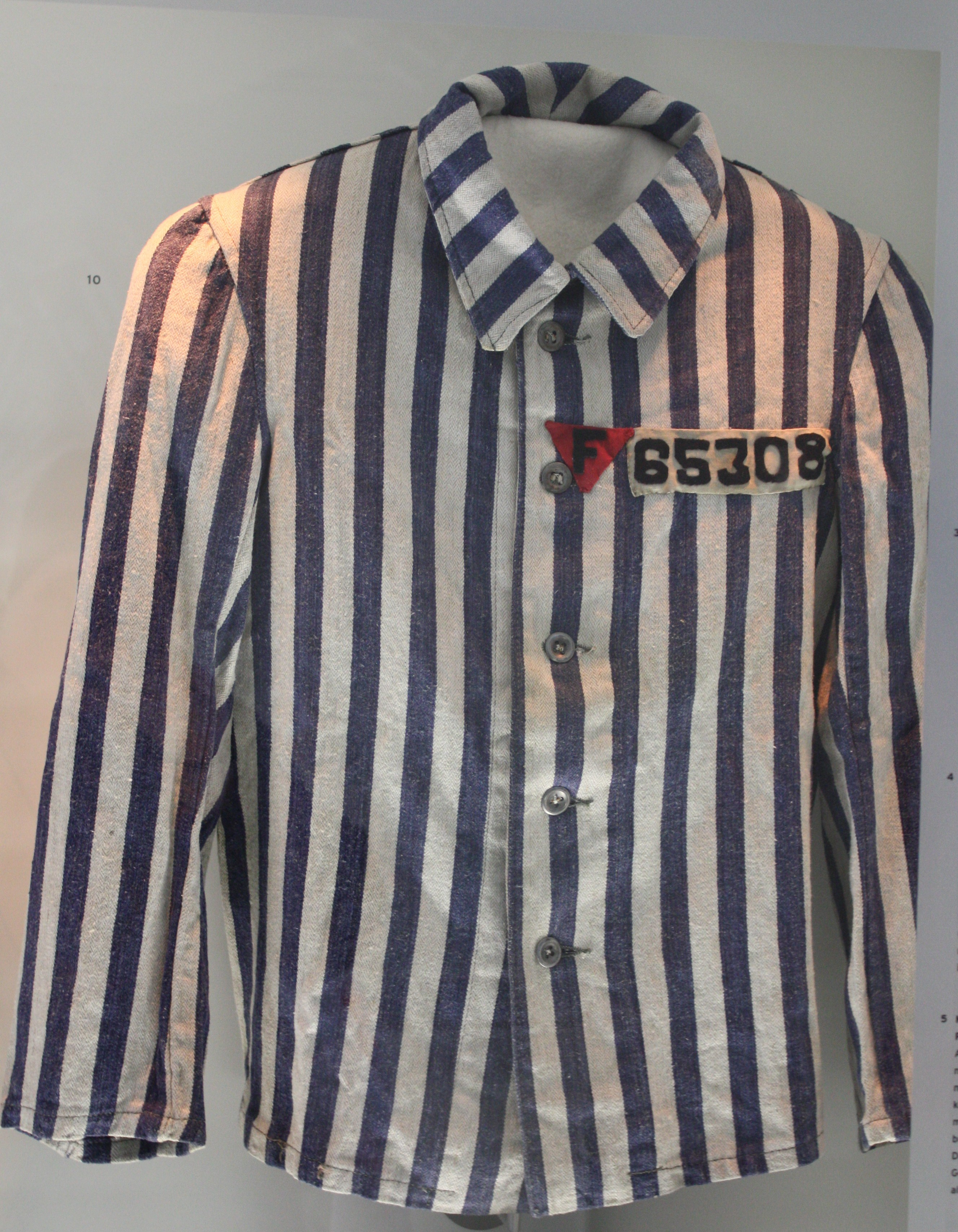
Emblème F rouge émis par Sachsenhausen pour un ennemi politique français
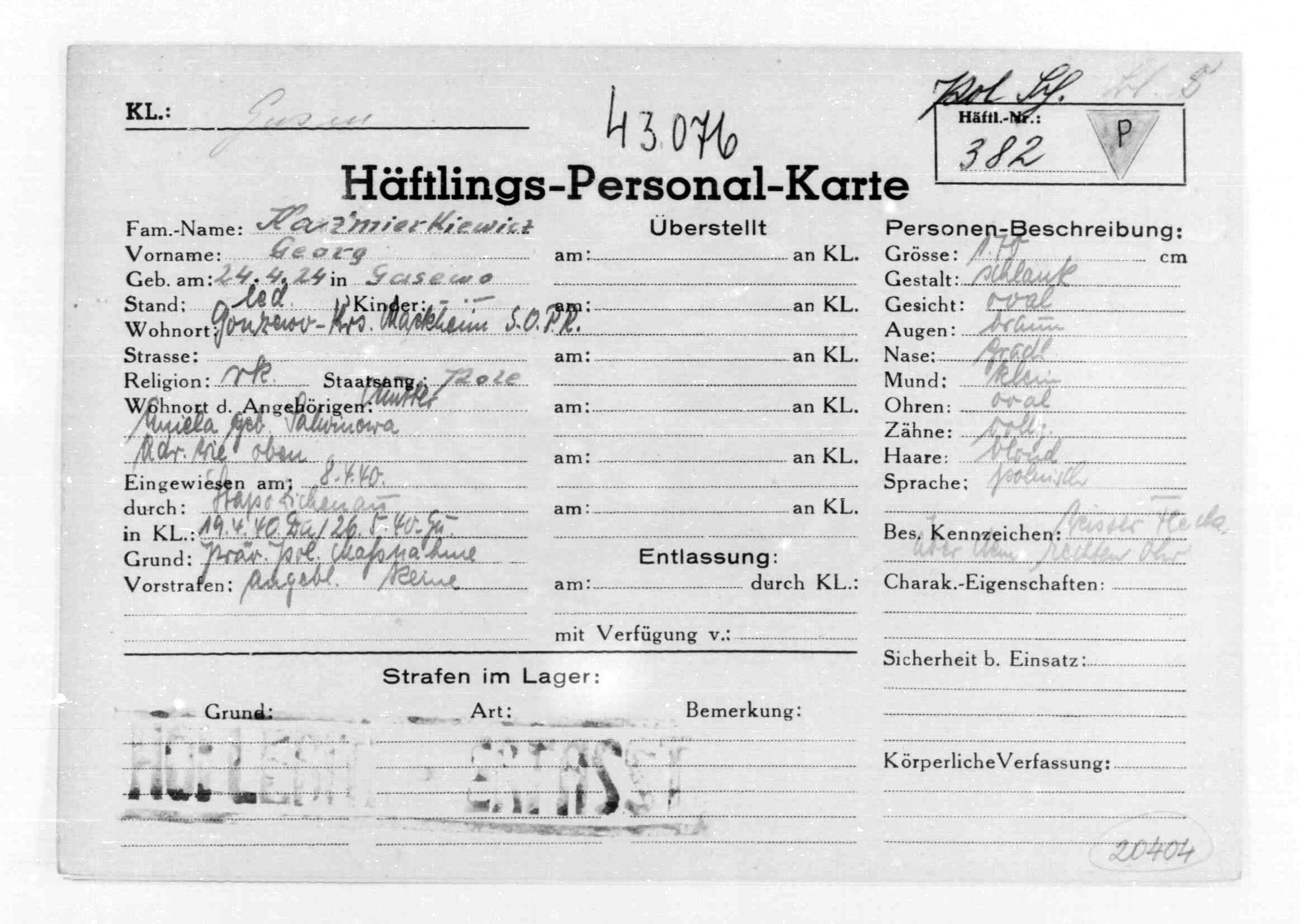
Des emblèmes étaient également utilisés sur certaines cartes d'identité de détenus, comme ici sur la carte de Mauthausen du scientifique polonais Jerzy Kaźmirkiewicz, où apparaît un triangle P.
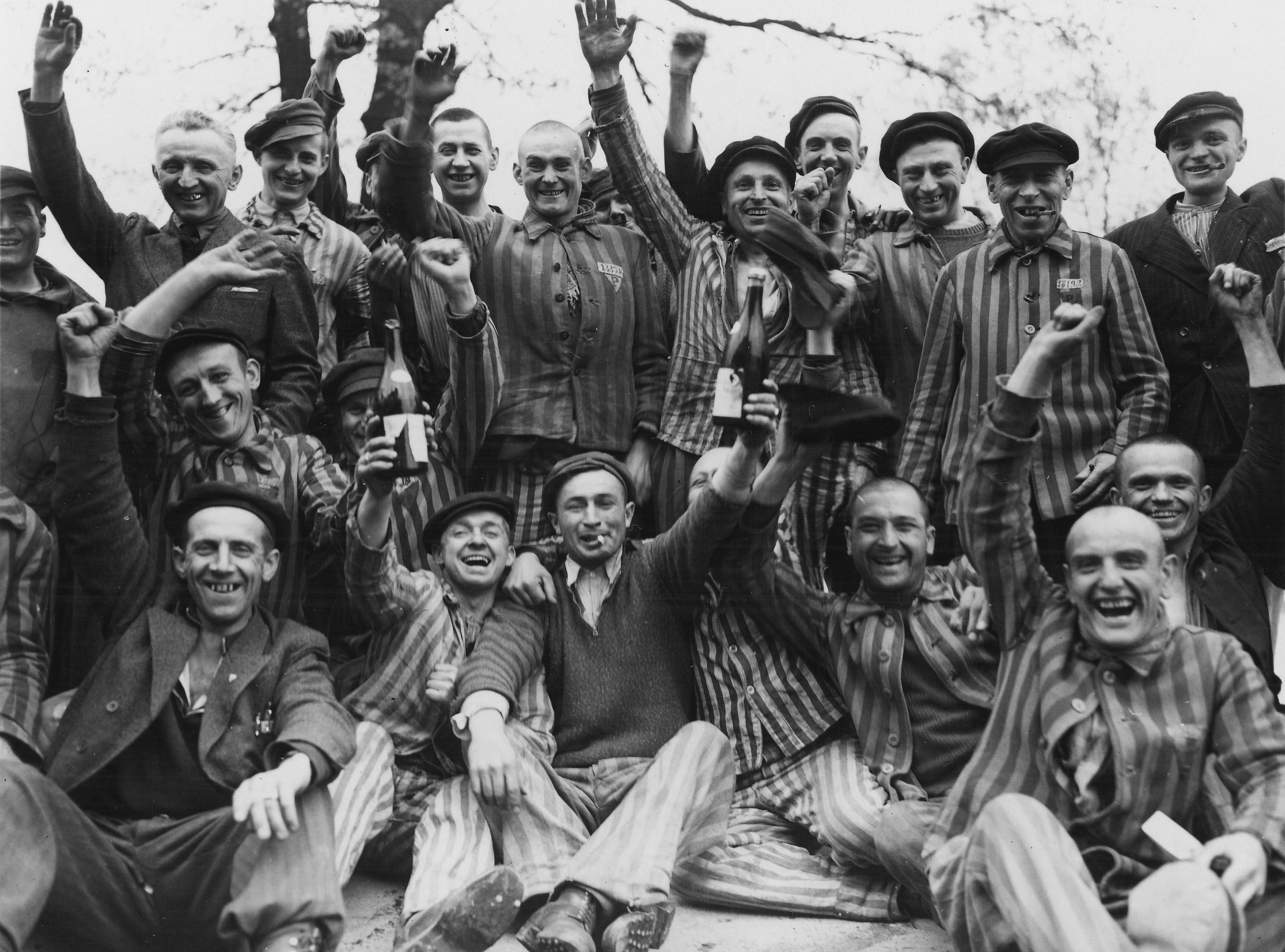
Des survivants de Dachau trinquent à leur libération. L'homme debout au centre, entre les bouteilles, porte un triangle P.
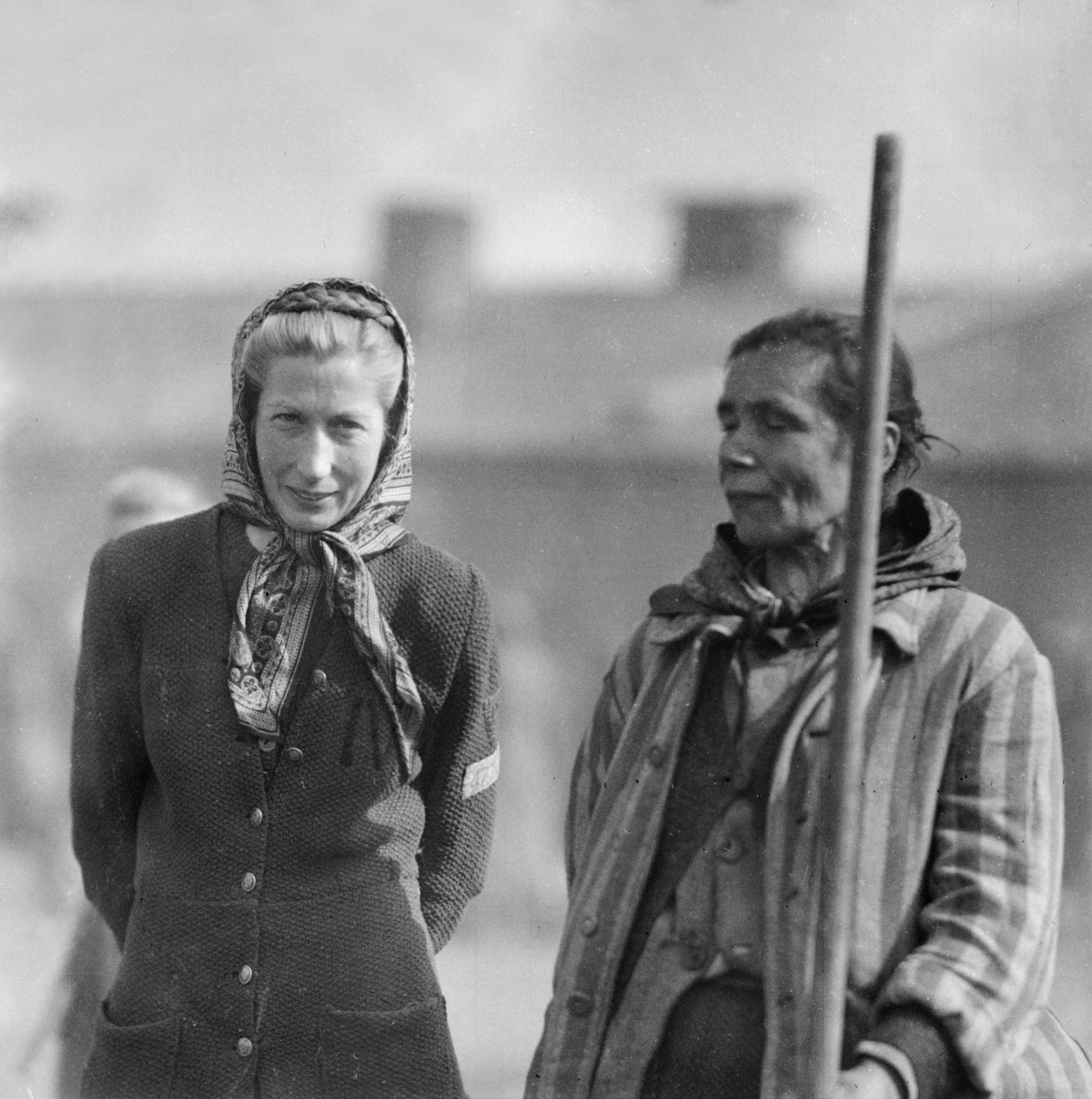
Survivant de Bergen-Belsen libéré avec une variante ersatz de la fin de la guerre (à gauche) ne présentant pas d'écusson en tissu, mais un N bien visible sur les vêtements extérieurs.

## Tableau des marquages des détenus du camp
|                                                                                                   | Prisonnier politique                                                                              | Criminel | Émigrant Travailleur étranger | Étudiant biblique (Témoins de Jéhovah) | Homosexuel Homme homosexuel/délinquant sexuel | Asocial | gitan (rom ou sinti) |
| ------------------------------------------------------------------------------------------------- | ------------------------------------------------------------------------------------------------- | --- | --- | --- | --- | --- | --- |
| Couleurs de base                                                                                  |                                                                                                   | | | | | | |
| Marquages pour récidivistes                                                                       |                                                                                                   | | | | | | |
| Détenus de Strafkompanie (compagnie disciplinaire)                                                |                                                                                                   | | | | | | |
| Marquages pour les juifs                                                                          |                                                                                                   | | | | | | |
|                                                                                                   |                                                                                                   | | | | | | |
| Marquages de nationalité des prisonniers politiques initiale du nom du pays sur un triangle rouge | Marquages de nationalité des prisonniers politiques initiale du nom du pays sur un triangle rouge | Marquages de nationalité des prisonniers politiques initiale du nom du pays sur un triangle rouge | belge (belge) | Tscheche (tchèque) | (français) | Polonais (polonais) | Espagnol (espagnol) |
| Marquages de nationalité des prisonniers politiques initiale du nom du pays sur un triangle rouge | Marquages de nationalité des prisonniers politiques initiale du nom du pays sur un triangle rouge | Marquages de nationalité des prisonniers politiques initiale du nom du pays sur un triangle rouge | | | | | |
|                                                                                                   |                                                                                                   | | | | | | |
| Marquages spéciaux                                                                                | Judischer Rassenschänder Profanateur de race juive                                                | Rassenschänderin Profanateur de race féminine | fuyard | Häftlingsnummer Numéro de détenu | Kennzeichen für Funktionshäftlinge Brassard marron pour les détenus | Kennzeichen für Funktionshäftlinge Brassard marron pour les détenus | Membre de la Wehrmacht |
| Marquages spéciaux                                                                                |                                                                                                   | | | | | | |
|                                                                                                   |                                                                                                   | | | | | | |
| Exemple                                                                                           |                                                                                                   | Les marques étaient portées par ordre décroissant comme suit : numéro de détenu, barrette de répétition, triangle ou étoile, membre du bataillon pénitentiaire, suspect d'évasion. Dans cet exemple, le détenu est un condamné juif aux multiples condamnations, servant dans une Strafkompanie et qui est soupçonné d'avoir tenté de s'évader. | Les marques étaient portées par ordre décroissant comme suit : numéro de détenu, barrette de répétition, triangle ou étoile, membre du bataillon pénitentiaire, suspect d'évasion. Dans cet exemple, le détenu est un condamné juif aux multiples condamnations, servant dans une Strafkompanie et qui est soupçonné d'avoir tenté de s'évader. | Les marques étaient portées par ordre décroissant comme suit : numéro de détenu, barrette de répétition, triangle ou étoile, membre du bataillon pénitentiaire, suspect d'évasion. Dans cet exemple, le détenu est un condamné juif aux multiples condamnations, servant dans une Strafkompanie et qui est soupçonné d'avoir tenté de s'évader. | Les marques étaient portées par ordre décroissant comme suit : numéro de détenu, barrette de répétition, triangle ou étoile, membre du bataillon pénitentiaire, suspect d'évasion. Dans cet exemple, le détenu est un condamné juif aux multiples condamnations, servant dans une Strafkompanie et qui est soupçonné d'avoir tenté de s'évader. | Les marques étaient portées par ordre décroissant comme suit : numéro de détenu, barrette de répétition, triangle ou étoile, membre du bataillon pénitentiaire, suspect d'évasion. Dans cet exemple, le détenu est un condamné juif aux multiples condamnations, servant dans une Strafkompanie et qui est soupçonné d'avoir tenté de s'évader. | Les marques étaient portées par ordre décroissant comme suit : numéro de détenu, barrette de répétition, triangle ou étoile, membre du bataillon pénitentiaire, suspect d'évasion. Dans cet exemple, le détenu est un condamné juif aux multiples condamnations, servant dans une Strafkompanie et qui est soupçonné d'avoir tenté de s'évader. |

## Utilisation d'après-guerre
Des motifs triangulaires apparaissent sur de nombreux monuments commémoratifs d'après-guerre aux victimes des nazis. La plupart des triangles sont simples tandis que d'autres portent des lettres de nationalité . Les dessins autrement potentiellement déroutants sont une référence directe aux patchs d'identification utilisés dans les camps. Sur de tels monuments, typiquement un triangle inversé (pointe vers le bas, base vers le haut) (surtout s'il est rouge) évoque toutes les victimes, y compris aussi les victimes non juives comme les Slaves, les Polonais, les communistes, les homosexuels, les Roms et les Sinti (voir Porajmos), les personnes avec handicap (voir Action T4), les prisonniers de guerre soviétiques et les témoins de Jéhovah. Un triangle inversé de couleur rose symboliserait les victimes homosexuelles masculines. Un triangle non inversé (base en bas, pointe en haut) et/ou un triangle jaune est généralement plus évocateur des victimes juives.

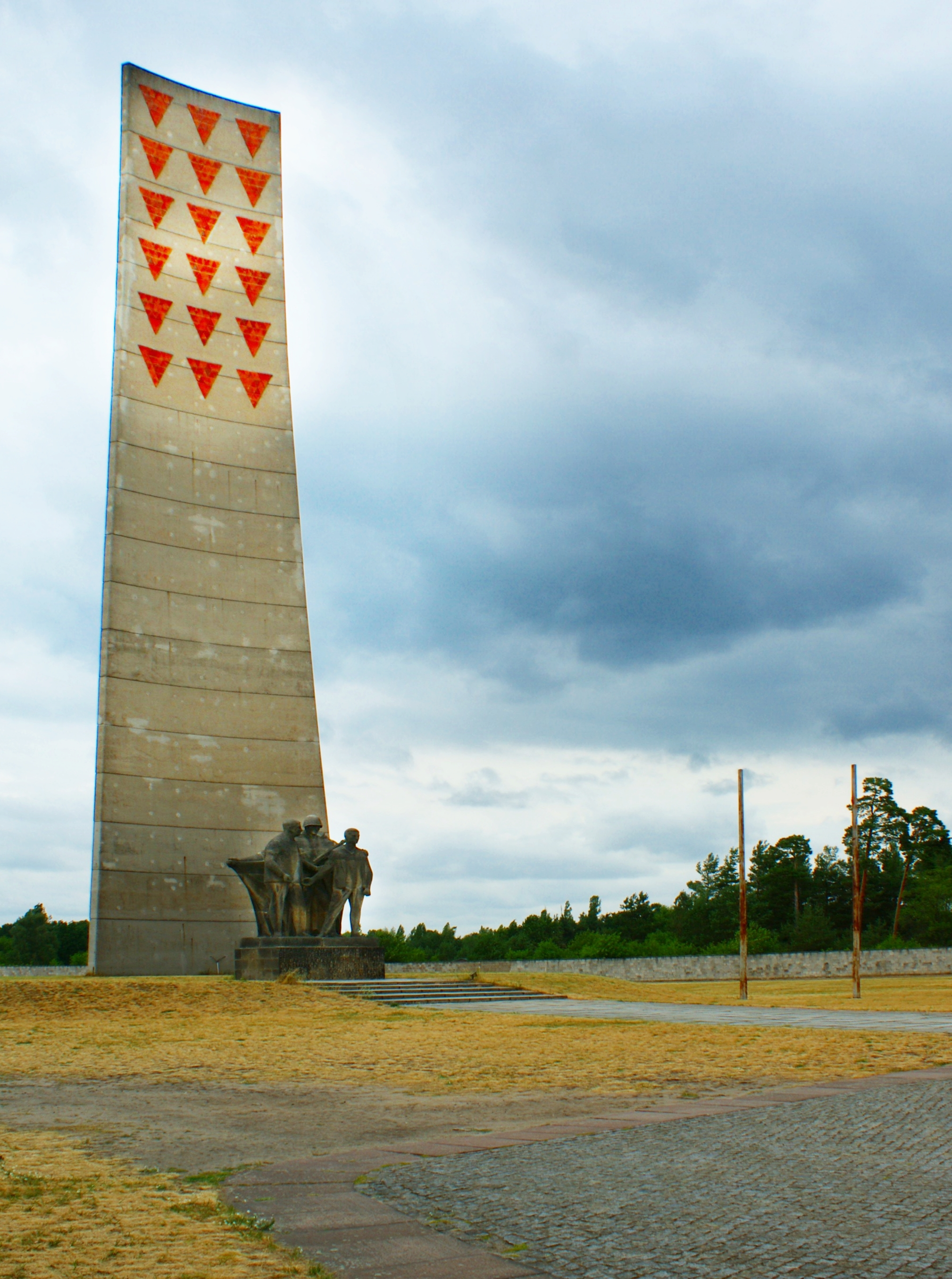
à Sachsenhausen
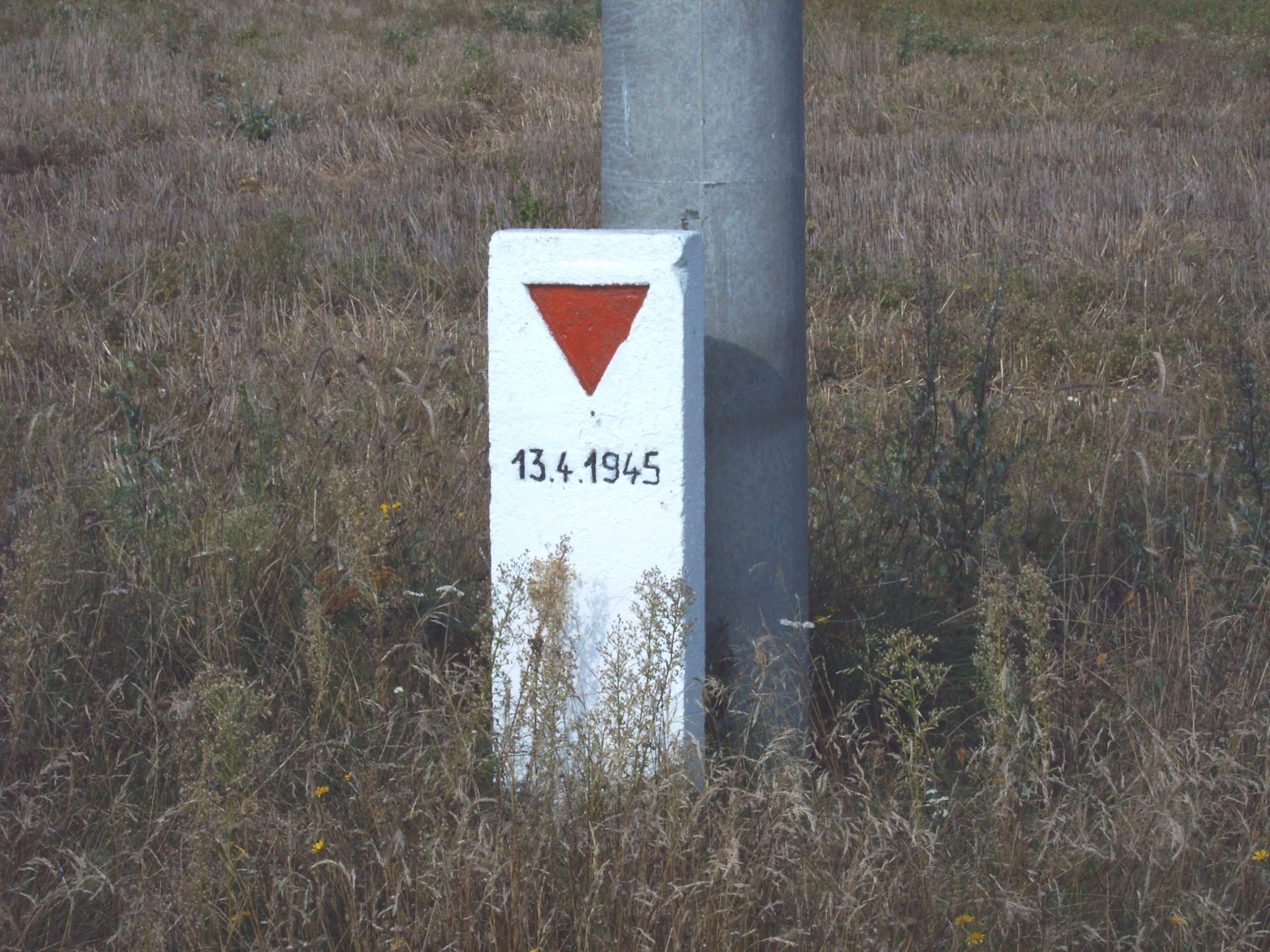
Borne portant uniquement le numéro d'un détenu et un triangle rouge
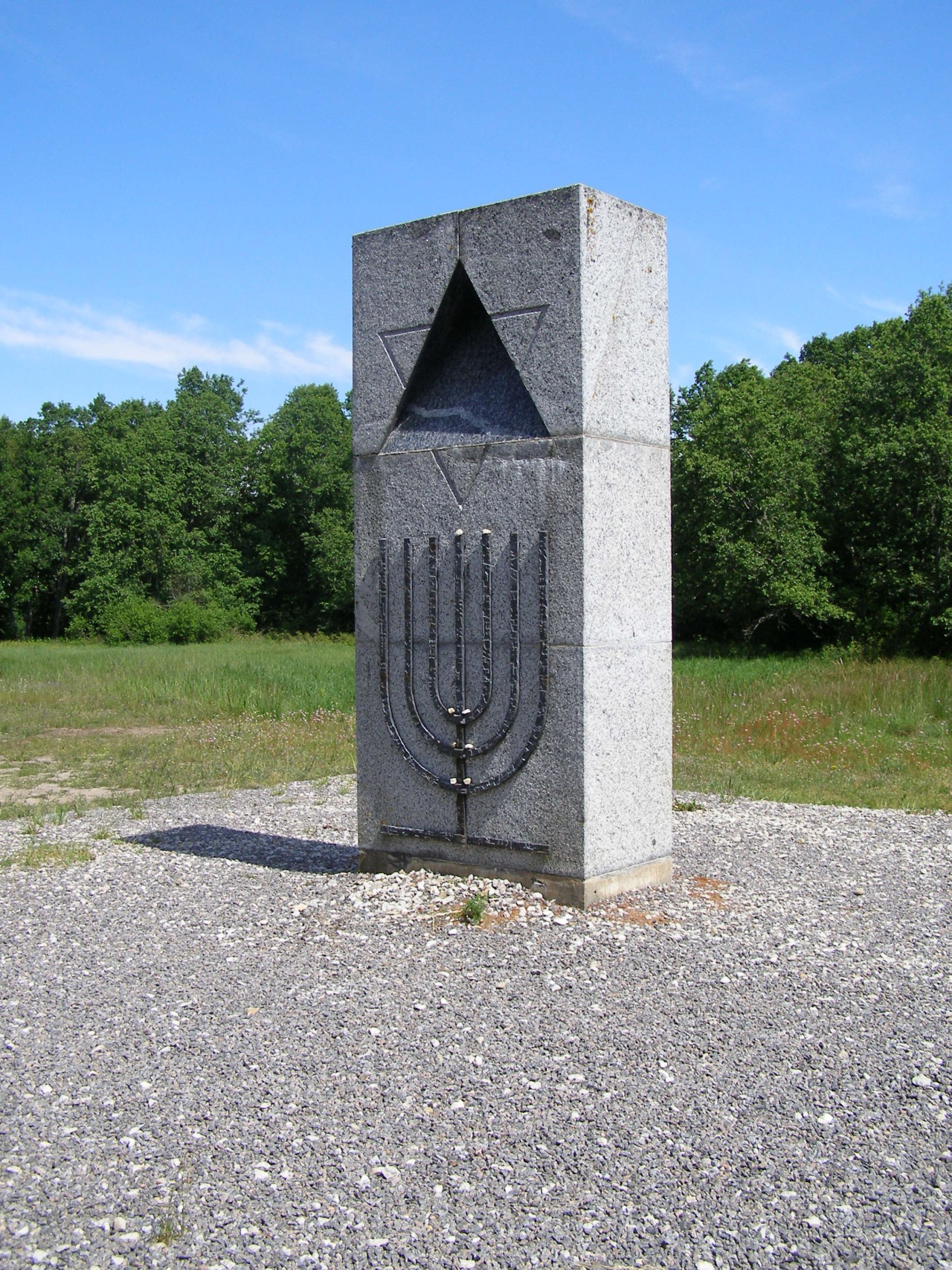
Mémorial des victimes juives de Klooga
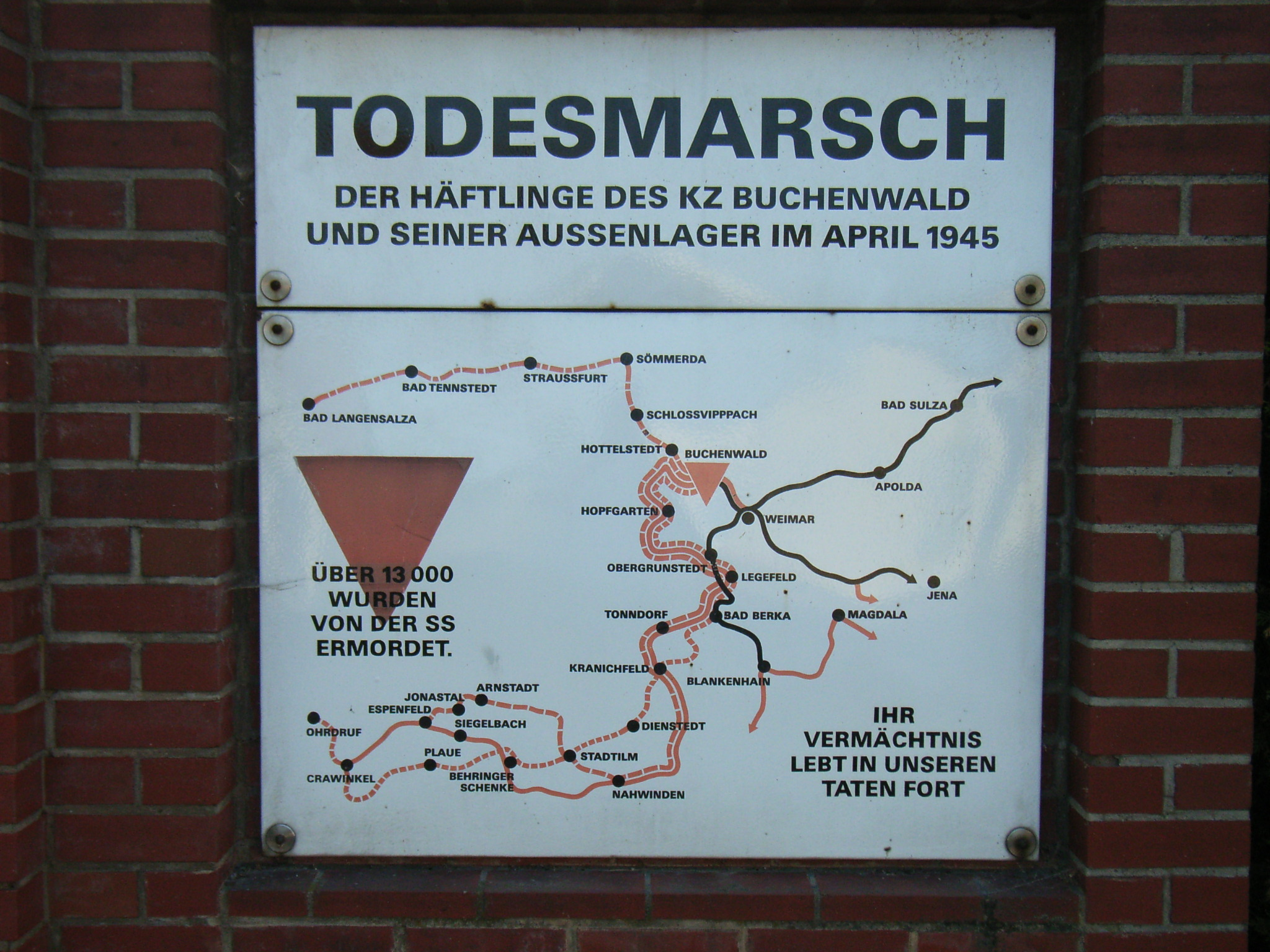
Borne historique de l'itinéraire à Buchenwald.
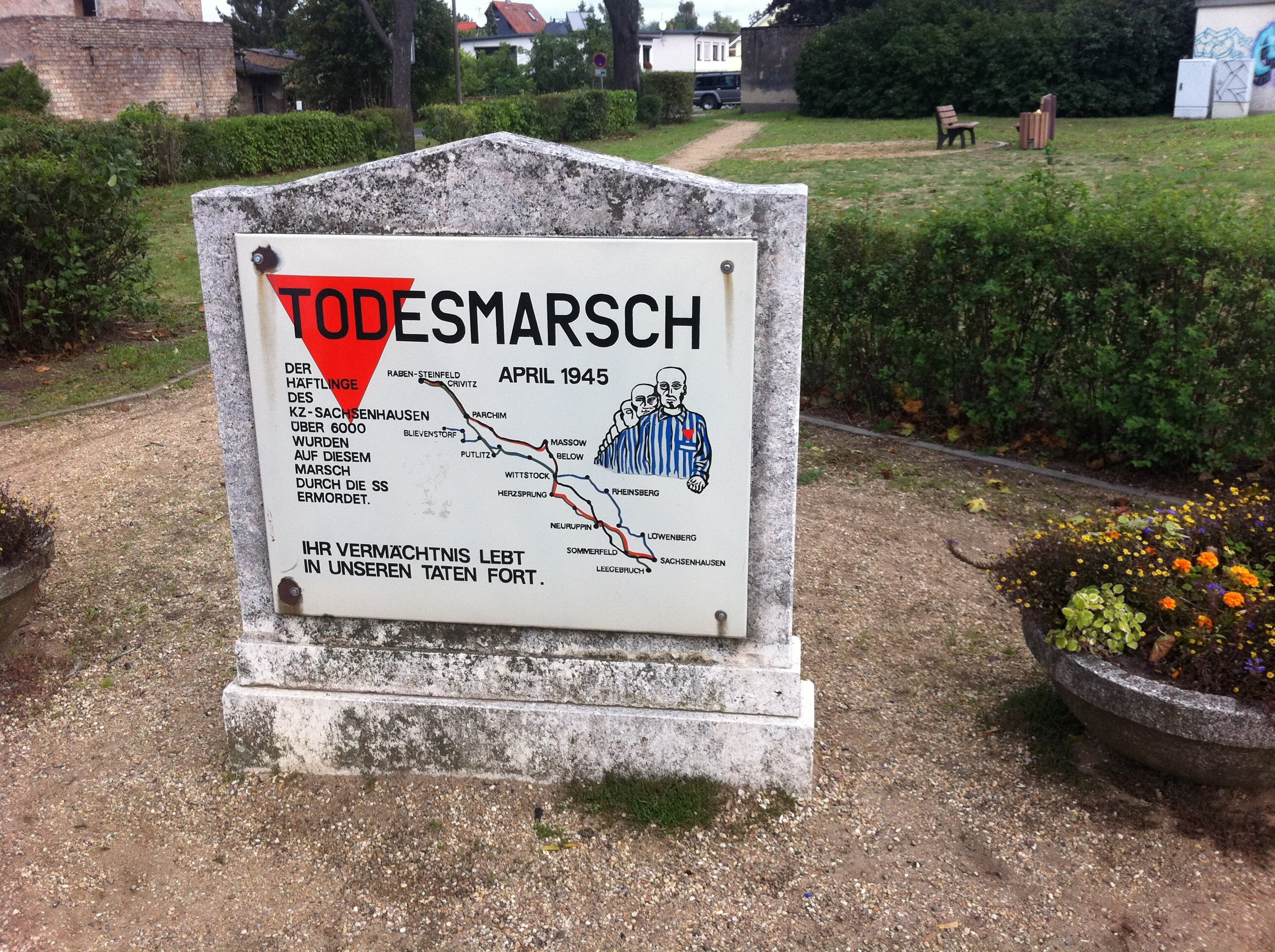
Sur une borne sur l'itinéraire de la marche de la mort à Sachsenhausen
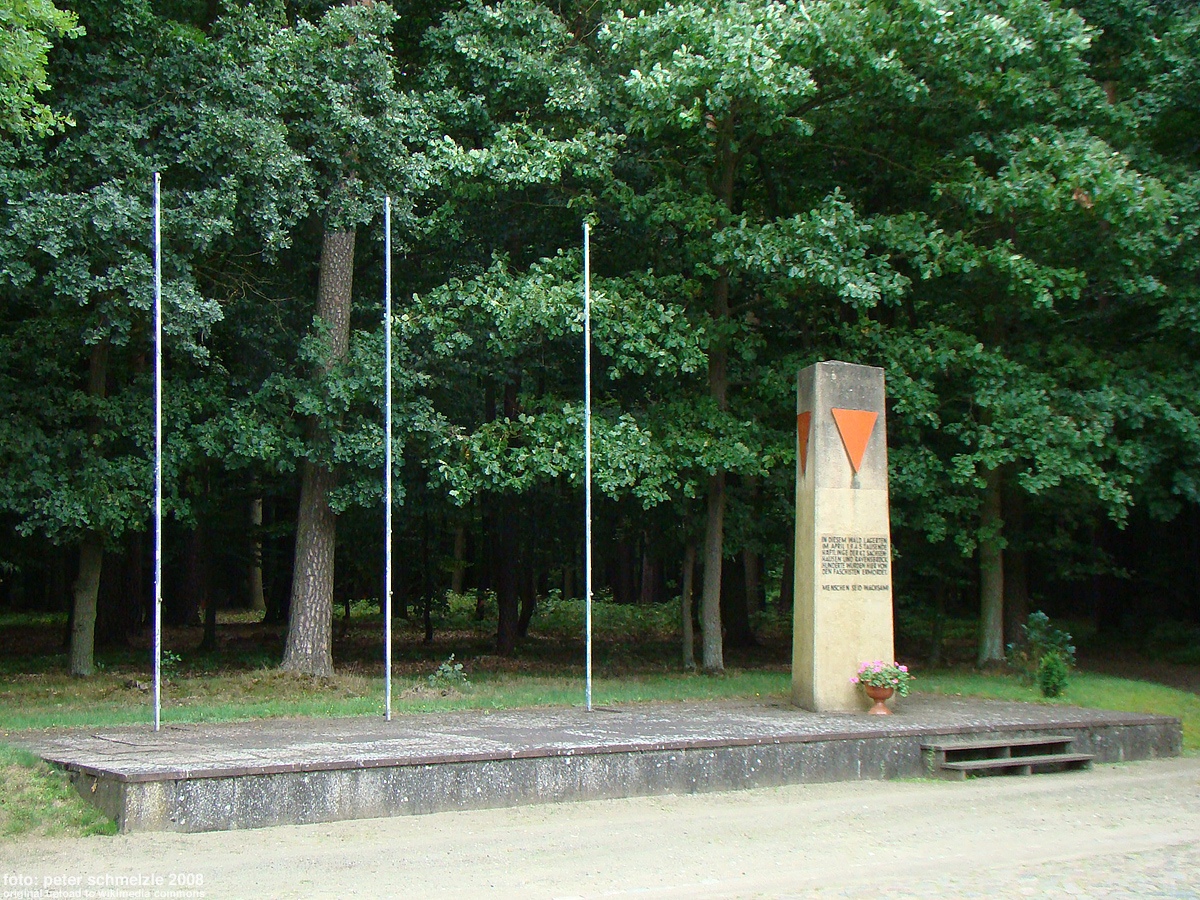
Monument (dans le village de Grabow-Below) en hommages aux victimes de la marche de la mort de Ravensbrück
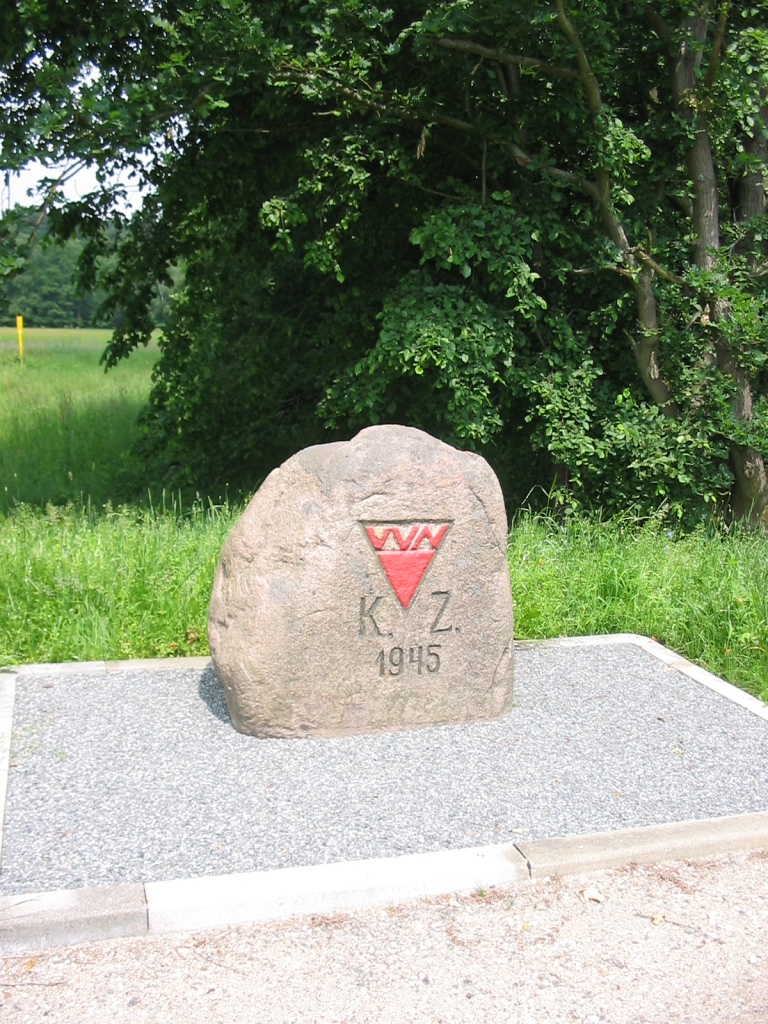
Tombe Mémorial d'un détenu
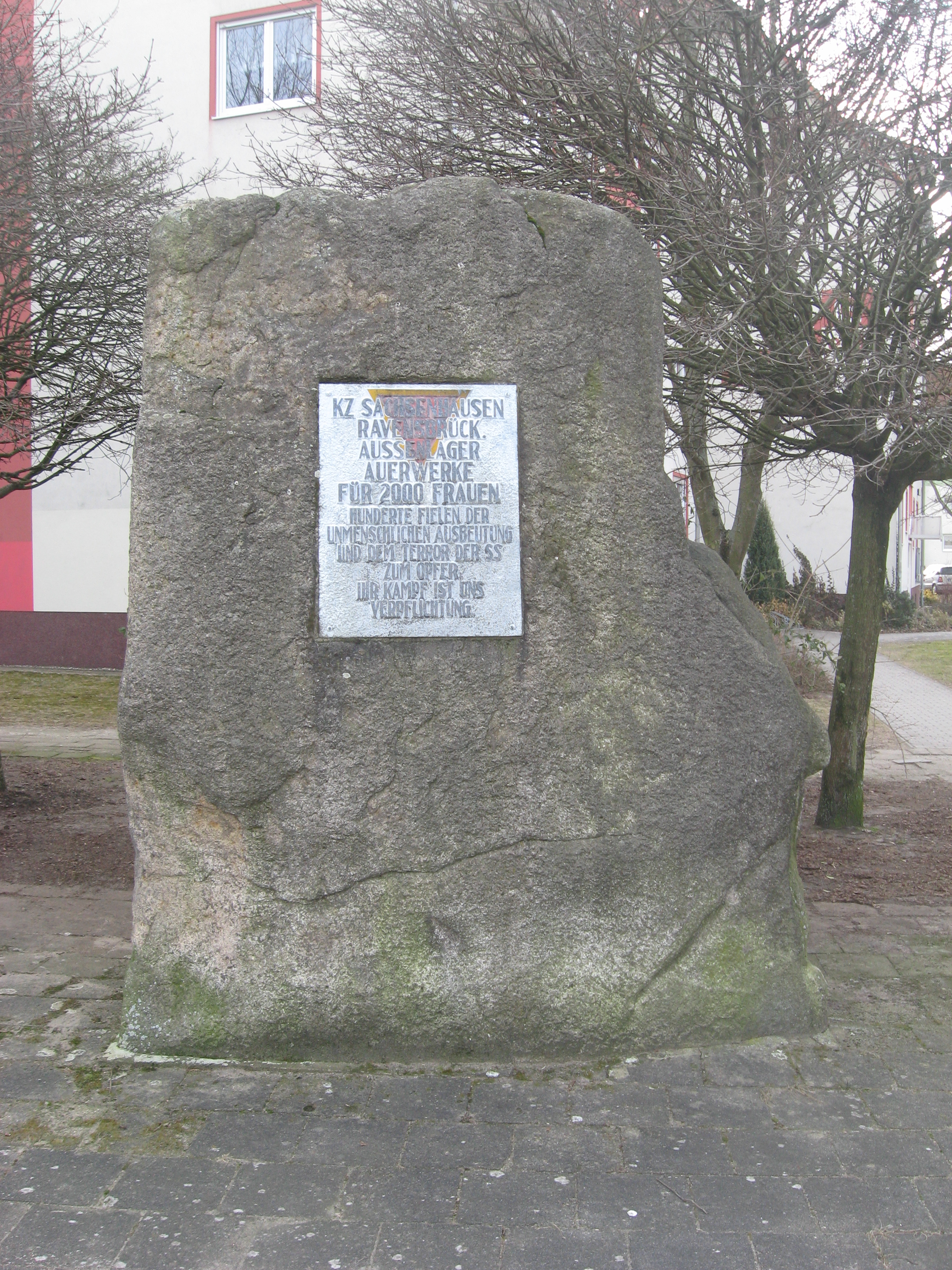
Mémorial pour 2 000 femmes victimes du camp de Ravensbrück
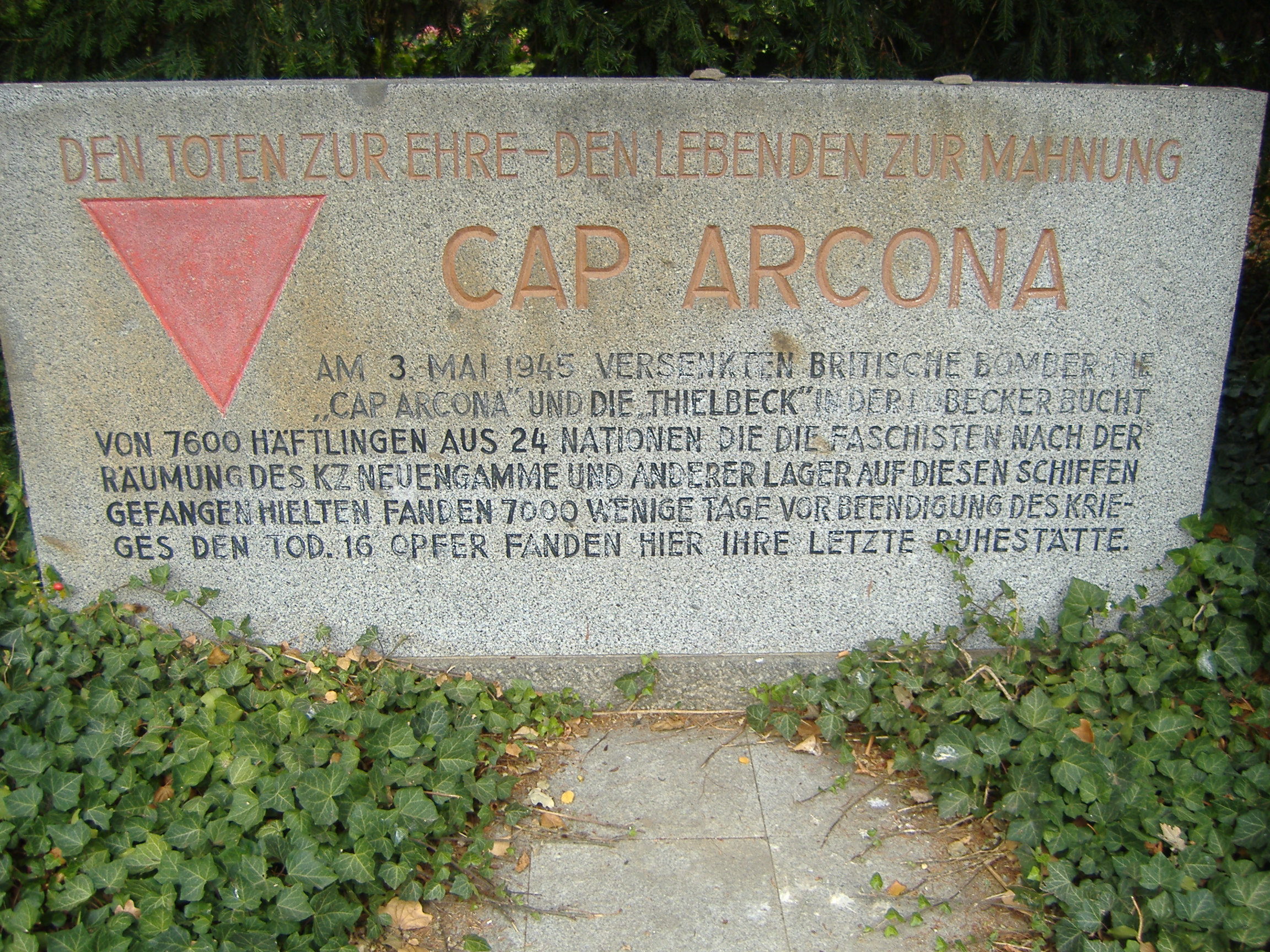
mémorial de l'incident de Cap Arcona
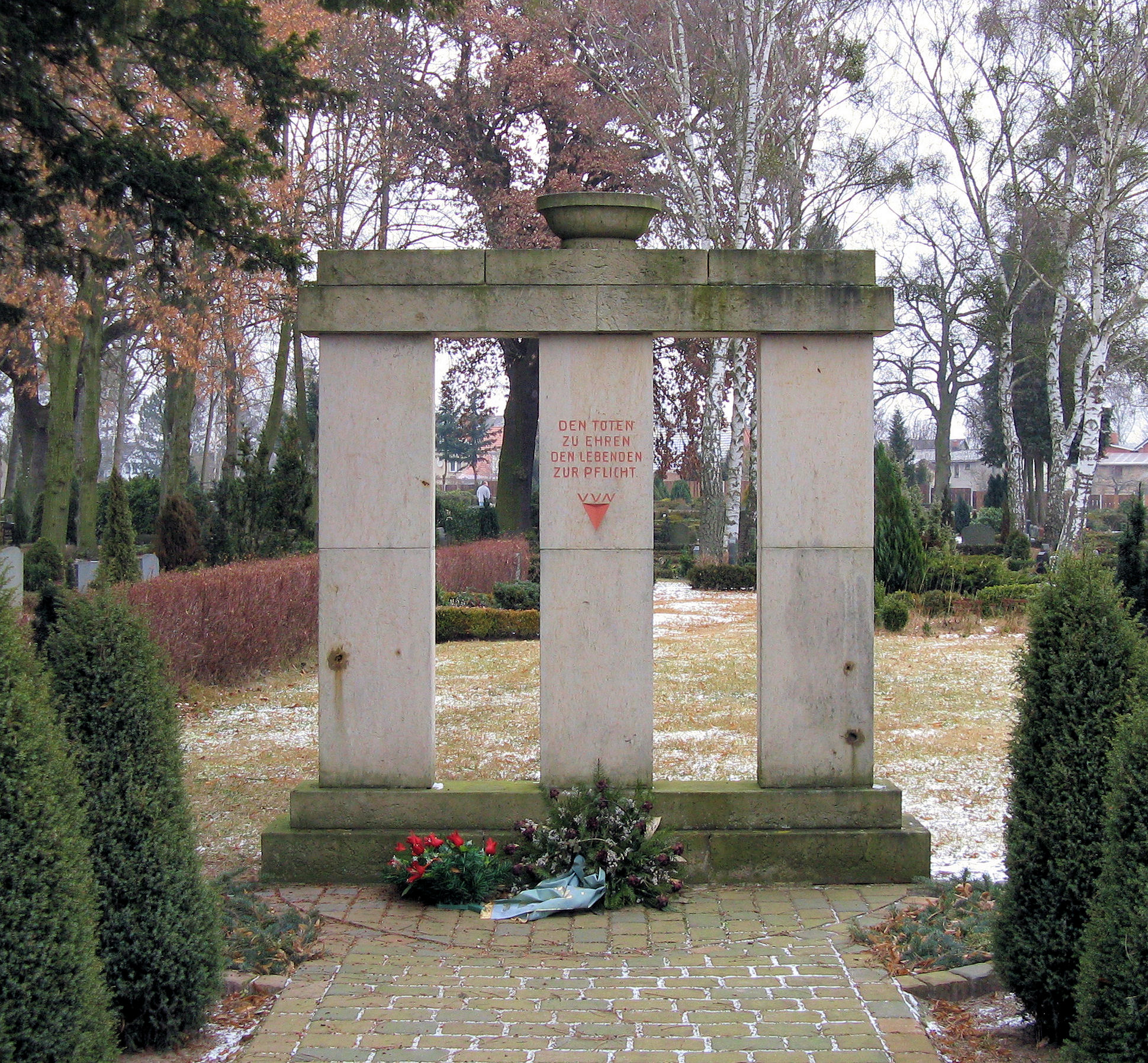
Mémorial du camp de concentration de Neustadt-Glewe
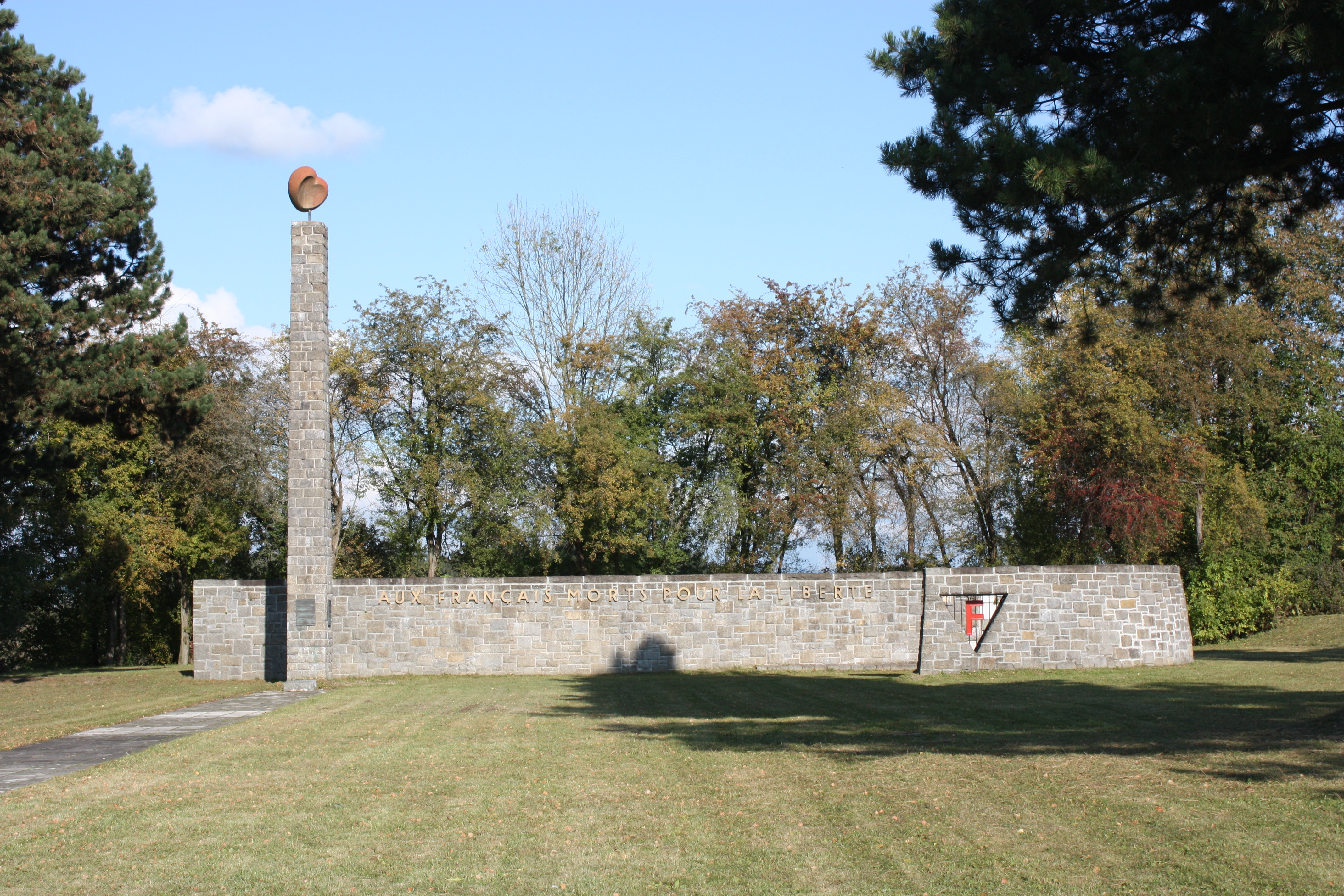
Hommage aux victimes françaises
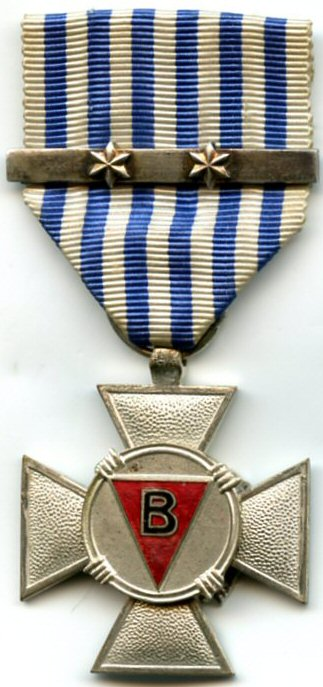
Triangle B incorporé à l'insigne du prisonnier politique belge
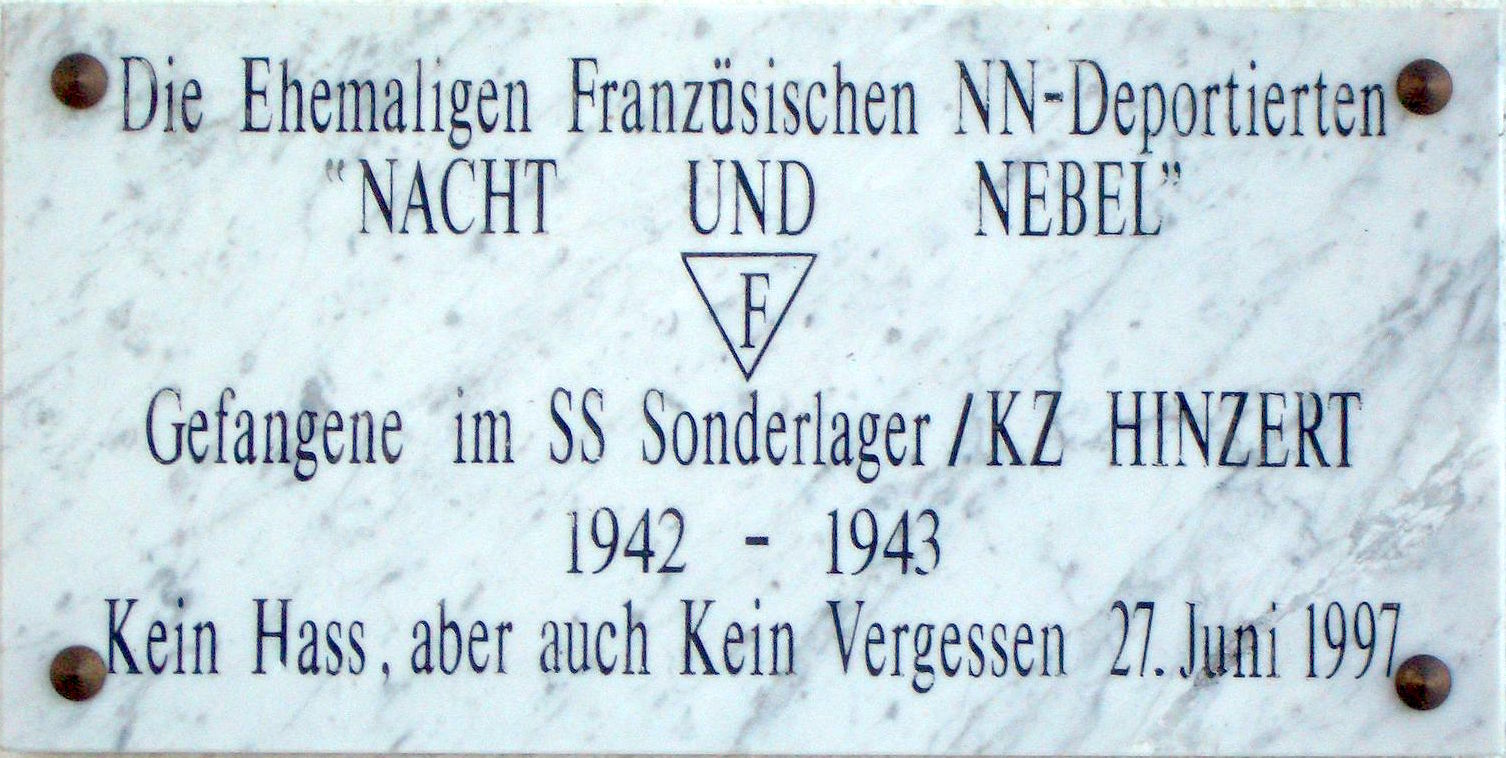
Le triangle F de Hinzert rend hommage aux victimes françaises, notamment du programme Nacht und Nebel.
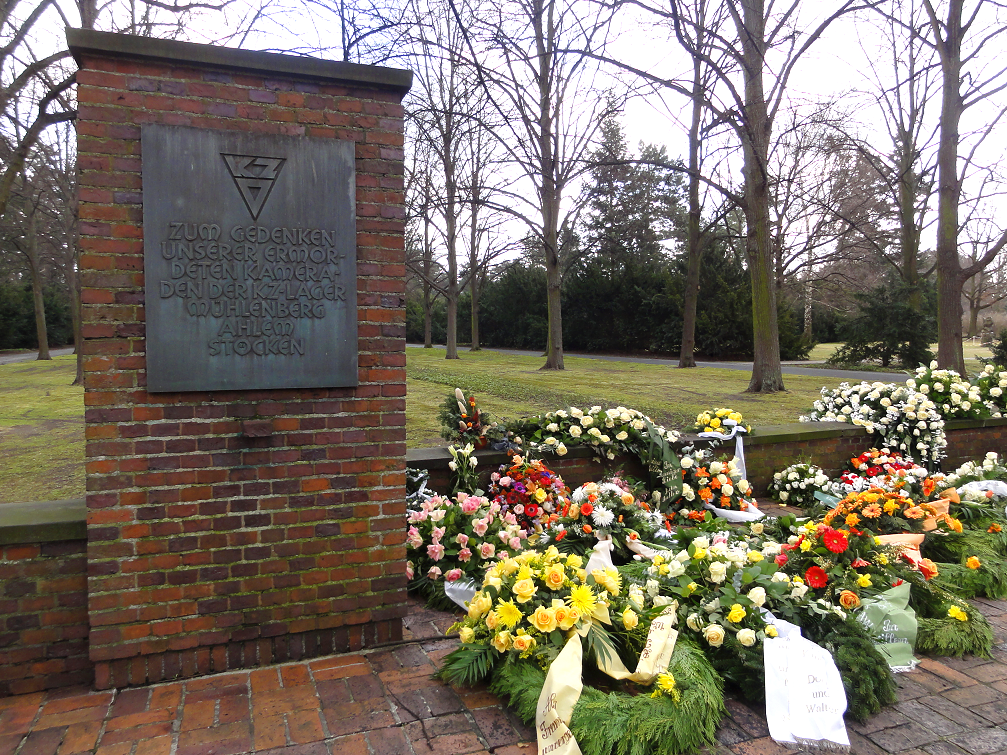
Sur un monument aux morts de Neuengamme à Hambourg, où les lettres KZ ne sont pas des lettres de nationalité, mais plutôt l'abréviation allemande de Konzentrationslager
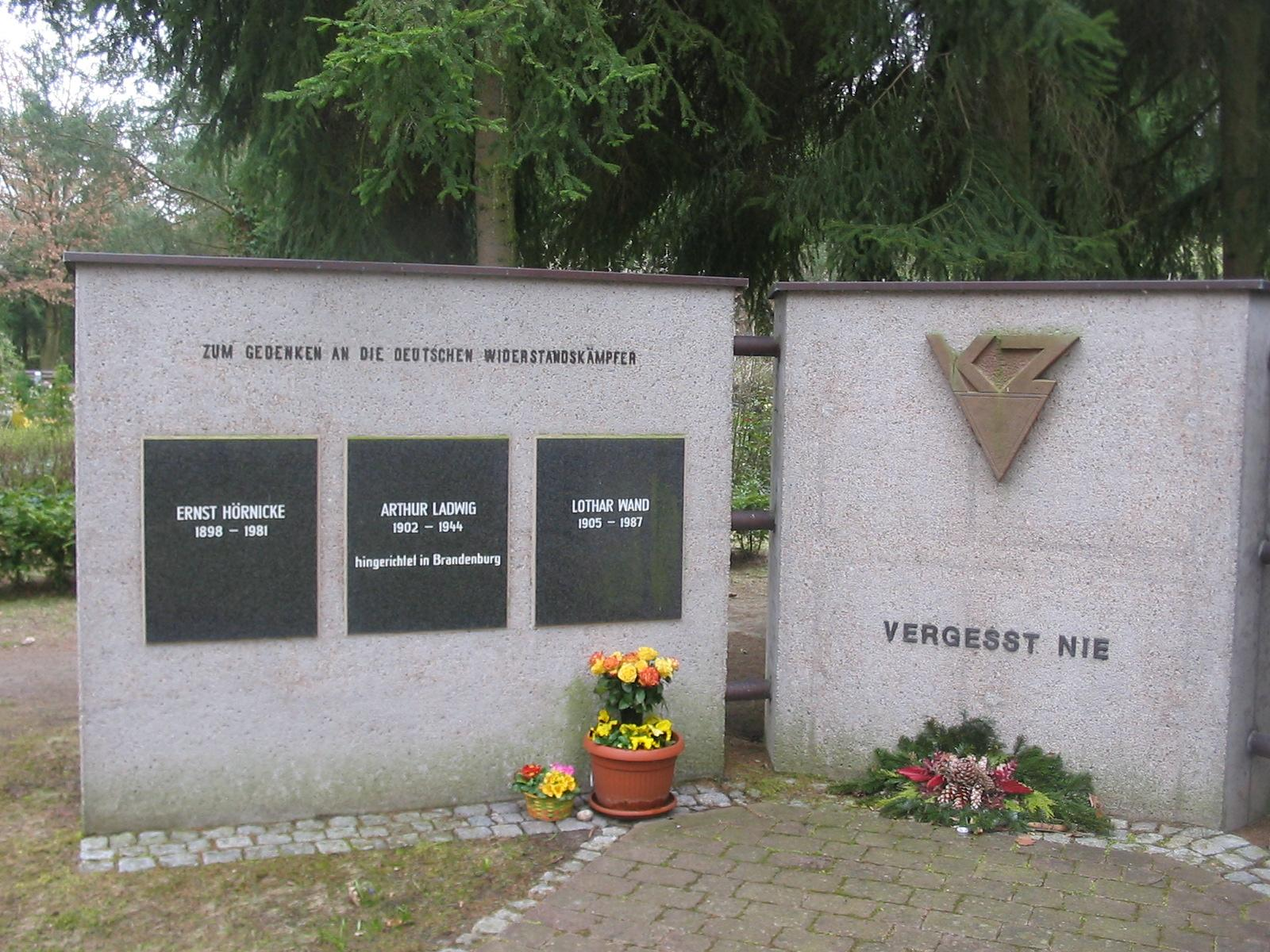
Sur un monument aux morts  à Genshagen (panneau de droite), où les lettres KZ ne sont pas des lettres de nationalité mais l'abréviation allemande de Konzentrationslager
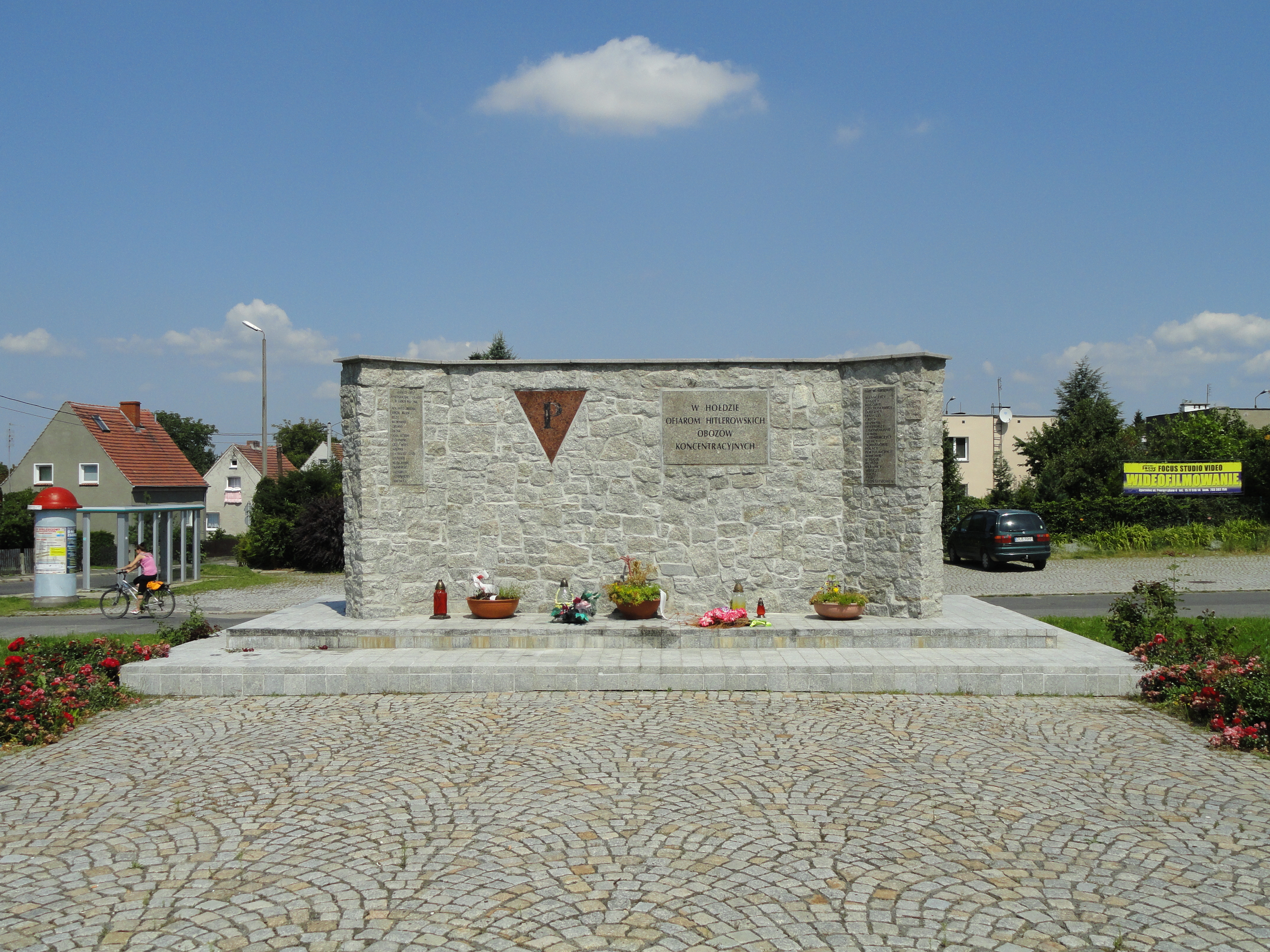
P-triangle au mémorial de Zgorzelec
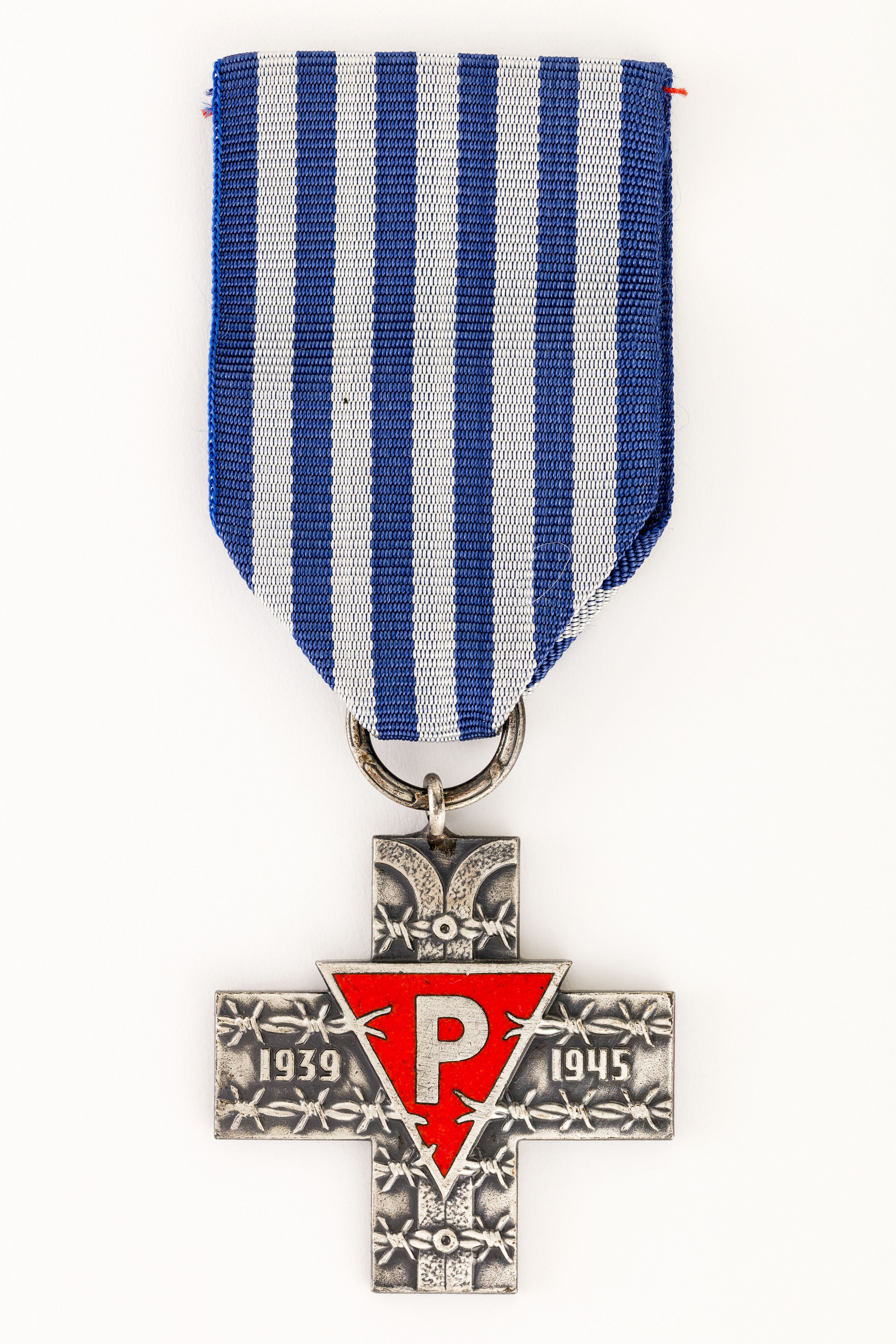
P triangle sur une médaille en récompense aux survivants des camps de concentration
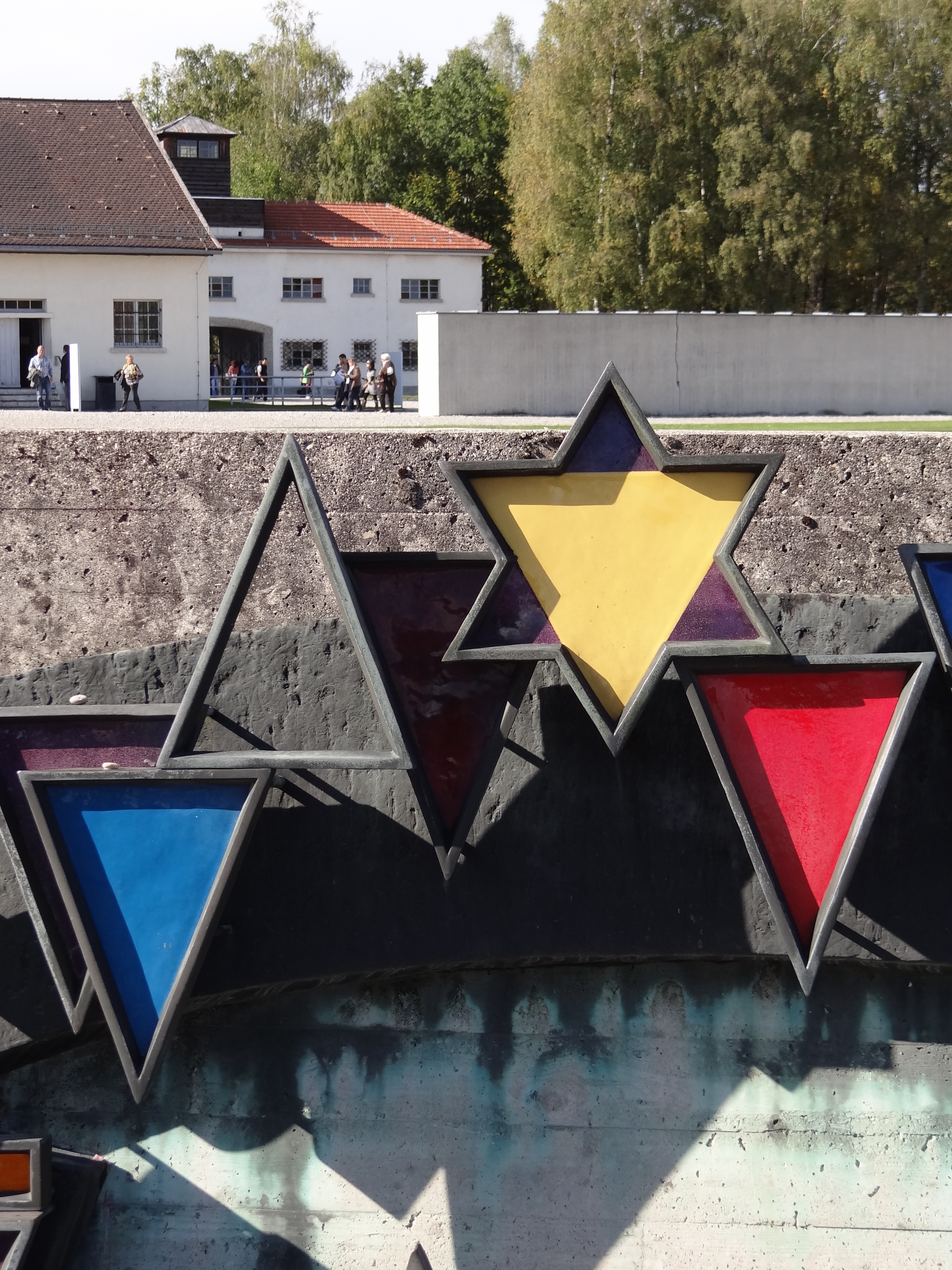
Divers badges sur un mémorial de Dachau
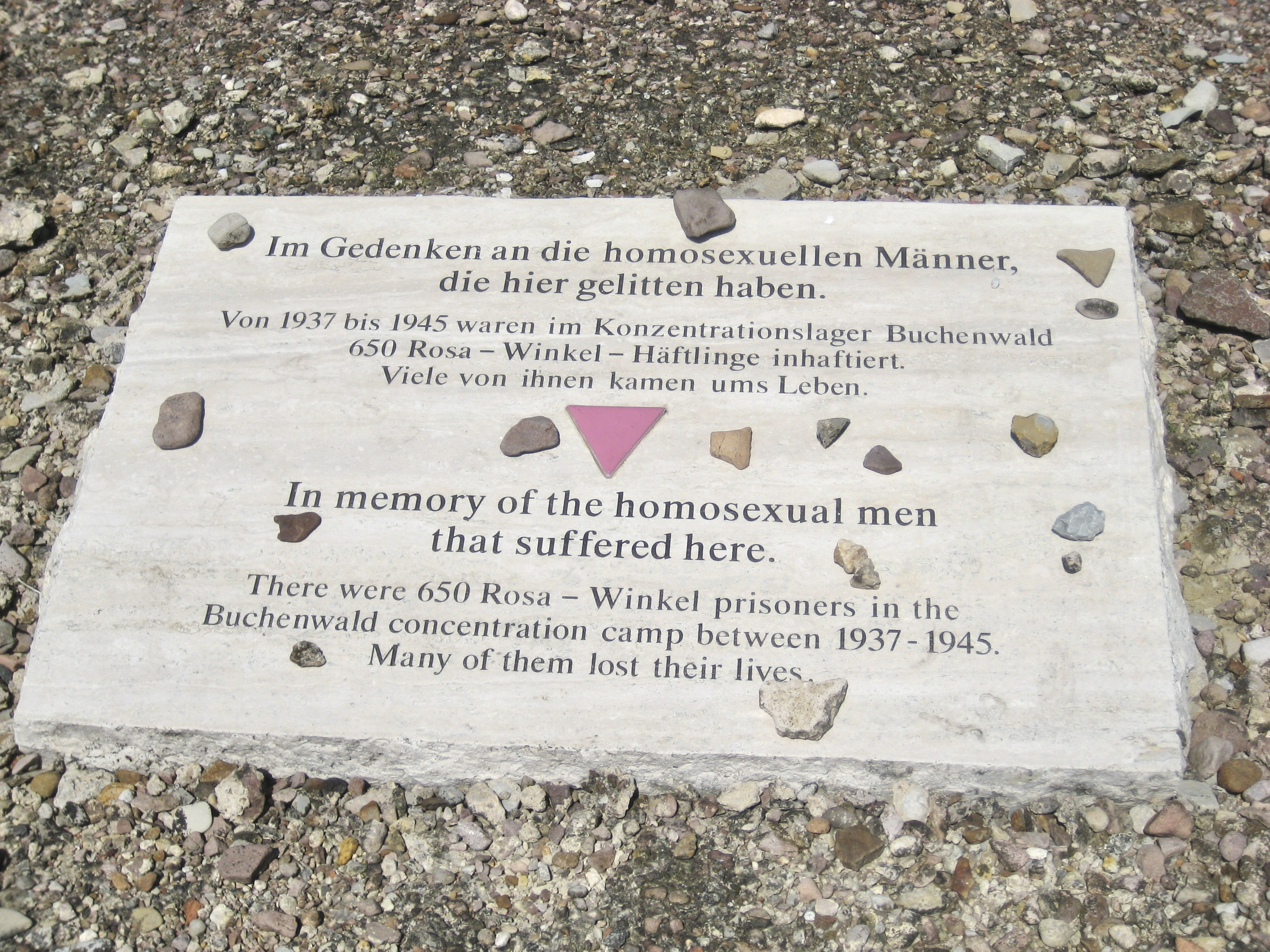
Triangle rose (Rosa Winkel en allemand), mémorial pour les homosexuels tués à Buchenwald.
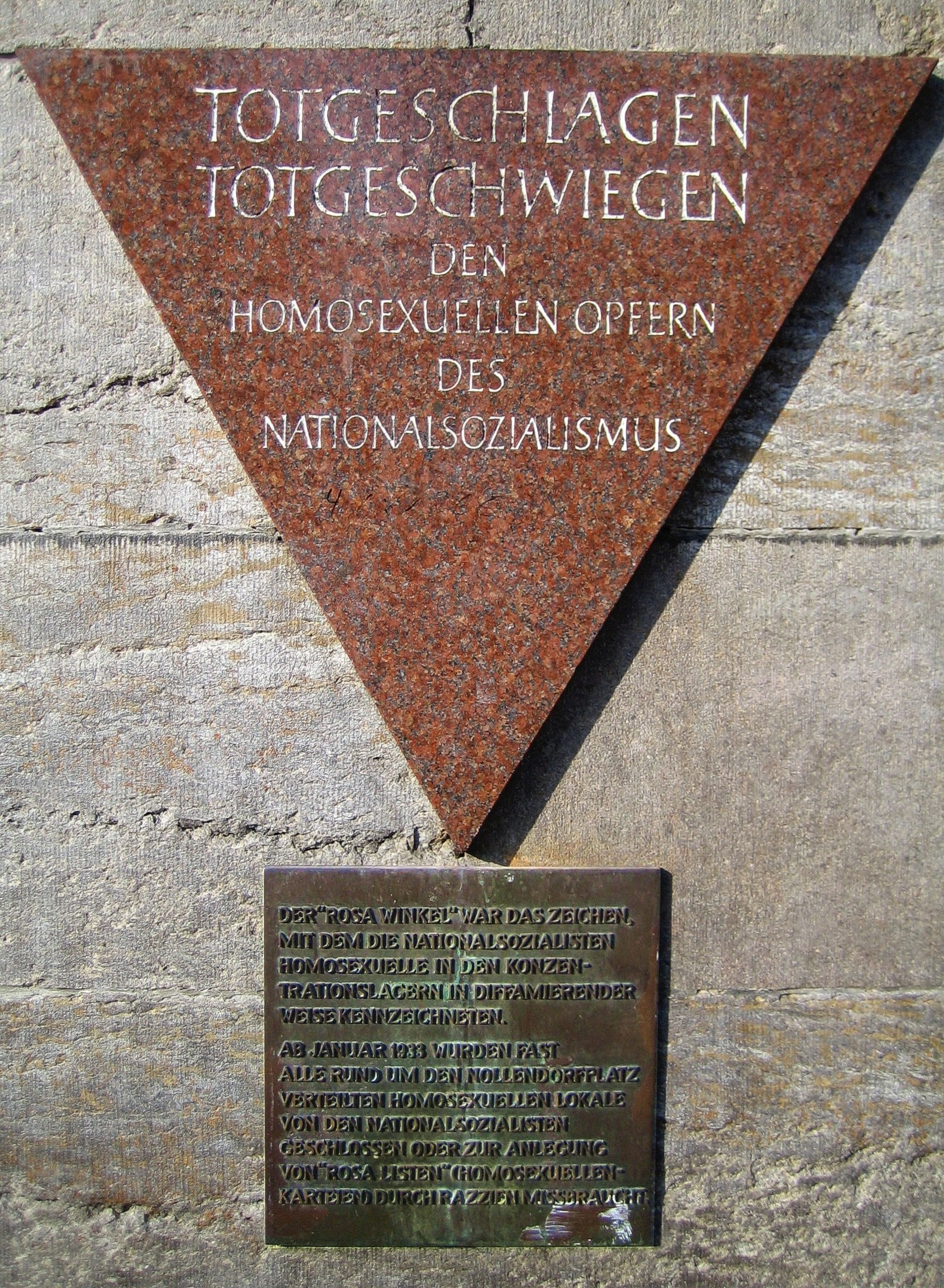
Dans la station de métro  de Nollendorfplatz à Berlin, une plaque en forme de triangle rose rend hommage aux victimes homosexuelles masculines.
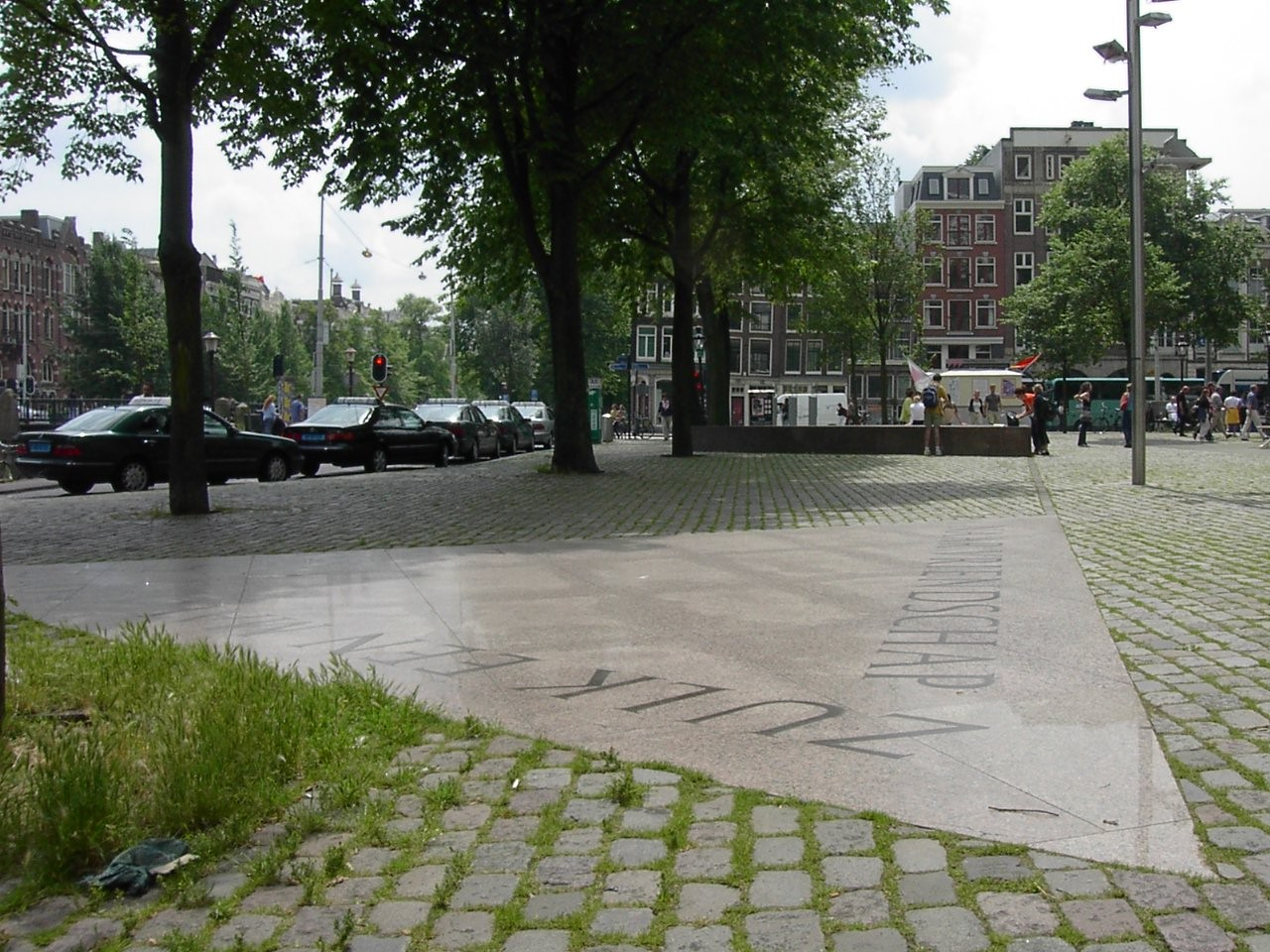
Amsterdam's Homomonument uses pink triangles symbolically to memorialize gay men killed in the Holocaust and also victims of anti-gay violence generally.
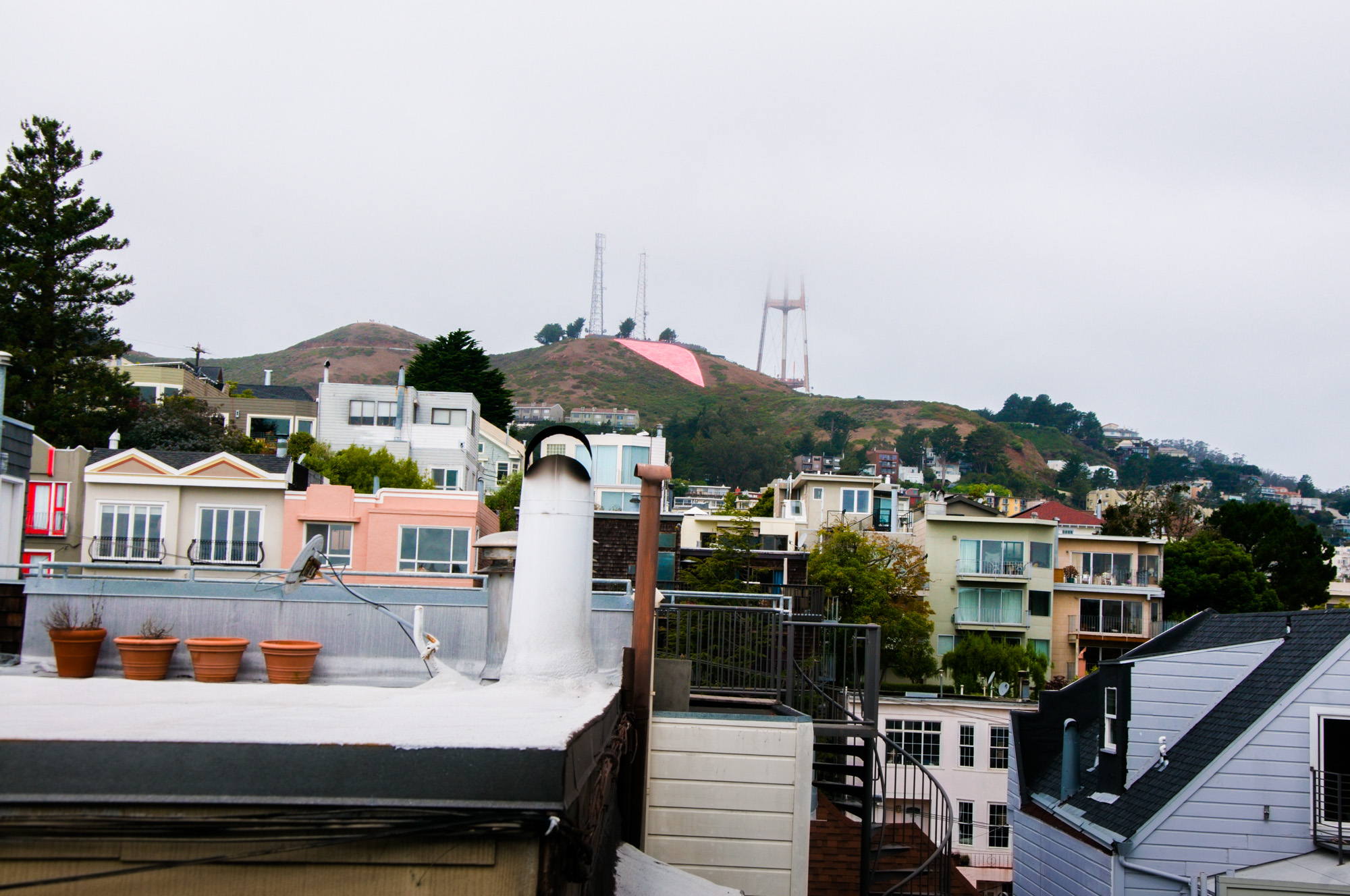
Chaque année, un triangle rose est érigé sur le Twin Peaks à San Francisco pendant le week-end de la Pride.

### Campagne de Trump en 2020
En juin 2020, la campagne de réélection de Donald Trump a publié une publicité sur Facebook déclarant que « des foules dangereuses de groupes d'extrême gauche courent dans nos rues et provoquent un chaos absolu » et les identifiant comme « ANTIFA », accompagné d'un graphique avec un triangle rouge pointant vers le bas. Les publicités sont apparues sur les pages Facebook de Donald Trump, de la campagne Trump et du vice-président Mike Pence. De nombreux observateurs ont comparé le graphique au symbole utilisé par les nazis pour identifier les prisonniers politiques tels que les communistes, les sociaux-démocrates et les socialistes. Beaucoup ont noté le nombre d'annonces – 88 – associées aux néonazis et aux suprématistes blancs,,.   
Un groupe juif progressiste a déclaré :
Facebook a supprimé les publicités de la campagne avec le graphique, affirmant que son utilisation dans ce contexte violait sa politique contre la haine,,,,, Le directeur des communications de la campagne Trump a écrit que le triangle rouge est un symbole Antifa courant utilisé dans une publicité. L'historien Mark Bray, auteur de Antifa: The Anti-Fascist Handbook, y conteste, affirmant que le symbole n'est pas associé à Antifa aux États-Unis.